# Česká hokejová extraliga 2015/2016
Česká hokejová extraliga 2015/2016 je 23. ročníkem nejvyšší hokejové soutěže v České republice.
HC Slavia Praha byla oproti minulé sezóně nahrazena týmem Piráti Chomutov.

## Kluby podle krajů
- Praha:
  - HC Sparta Praha
- Středočeský kraj:
  - BK Mladá Boleslav
- Plzeňský kraj:
  - HC Plzeň 1929
- Karlovarský kraj:
  - HC Energie Karlovy Vary
- Pardubický kraj:
  - HC Dynamo Pardubice
- Liberecký kraj:
  - Bílí Tygři Liberec
- Ústecký kraj:
  - HC Verva Litvínov
  - Piráti Chomutov
- Moravskoslezský kraj:
  - HC Oceláři Třinec
  - HC Vítkovice Steel
- Olomoucký kraj:
  - HC Olomouc
- Zlínský kraj:
  - PSG Zlín
- Královéhradecký kraj:
  - Mountfield Hradec Králové
- Jihomoravský kraj:
  - HC Kometa Brno

## Fakta
- 23. ročník samostatné české nejvyšší hokejové soutěže
- Nejlepší střelec základní části – Dominik Kubalík HC Škoda Plzeň (25 branek)
- Nejlepší nahrávač – Roman Červenka Piráti Chomutov (38 asistencí)
- Vítěz kanadského bodování – Roman Červenka Piráti Chomutov (61 bodů)
- Vítěz základní části – Bílí Tygři Liberec

## Systém soutěže

### Základní část
Soutěže se účastnilo celkem 14 klubů. Ty se nejprve utkaly vzájemně 4× mezi sebou (vždy dvakrát na svém hřišti a dvakrát na soupeřově hřišti). Po odehrání těchto 52 utkání se sestavila tabulka (vítězství bylo obodováno 3 body, vítězství v prodloužení či na samostatné nájezdy za 2 body, naopak porážka v prodloužení či na samostatné nájezdy za 1 bod a porážka v základní době není bodována vůbec). Prvních šest týmů postoupilo do playoff přímo, týmy na 7. až 10. místě postoupily do předkola playoff a níže umístěné celky se utkaly ve skupině playout.

### Playoff
V předkole playoff se utkal tým na 7. místě s týmem na 10. místě a tým na osmém místě s týmem na místě devátém. Do dalších bojů postoupil z dvojice vždy ten celek, který dříve dosáhl tří vítězství. Postoupivší týmy doplnily předchozích šest týmů v playoff, v němž se utkaly 1. tým po základní části s týmem postupujícím z předkola, který byl po základní části v tabulce extraligy hůře umístěn. Zbývající postupující z předkola se utkal s týmem na druhém místě a další dvojice vytvoří týmy na 3. a 6. místě, resp. na 4. a 5. místě. Z těchto čtyř dvojic postoupily do dalších bojů celky, jež dříve dosáhly čtyř vítězství. V semifinále se utkaly tým postupující ze čtvrtfinále, který byl po základní části nejvýše postaven ze všech čtyř semifinalistů, s týmem postoupivším ze čtvrtfinále, který byl po základní části naopak nejhorším ze všech týmů, jež do semifinále postoupily. Zbylé dva týmy utvořily druhou dvojici. Do finále postoupil z obou dvojic vždy ten celek, který dosáhl dříve čtyř vítězství. Finále se hrálo na čtyři vítězná utkání a jeho vítěz získal titul mistra extraligy a Masarykův pohár. Ve všech fázích playoff začínaly boje vždy dvěma utkáními na stadionu lépe postaveného týmu po základní části, dále následovalo jedno nebo dvě utkání (to podle vývoje série) na hřišti hůře postaveného týmu a následně – pokud je odehrání těchto utkání nutné – se týmy v pořadatelství střídaly, a to vždy po jednom zápase.

### Playout
Do playout si celky přinášely bodové zisky a počty vstřelených i obdržených branek totožné se základní tabulkou a následně se utkávaly vzájemně mezi sebou, kdy každý z týmů odehrál celkem šest utkání, a to s každým z týmů ve skupině playout (jednou coby hostitel utkání, podruhé co by hostující tým). Výsledky i bodové zisky (vítězství je bodováno 3 body, vítězství v prodloužení či na samostatné nájezdy za 2 body, naopak porážka v prodloužení či na samostatné nájezdy za 1 bod a porážka v základní době není bodována vůbec) byly připočítány k ziskům po základní části a dva nejhorší týmy se utkaly se dvěma nejlepšími týmy první ligy v baráži o setrvání v extralize i pro příští sezónu.

### Baráž
V baráži se střetly dva nejhorší týmy extraligy (po odehrání zápasů skupiny playout) s vítěznými semifinalisty první ligy. Baráž se hrála formou čtyřčlenné skupiny čtyřkolovým systémem každý s každým (celkem tedy 12 kol). Po odehrání všech utkání baráže se sestavila tabulka a týmy na prvních dvou místech budou hrát v sezóně 2016/2017 extraligu, zbylé dva týmy první ligu.

## Základní údaje

### Stadiony
Poznámka: Tabulka uvádí kluby v abecedním pořadí.
| Klub                      | Stadion               | Kapacita |
| ------------------------- | --------------------- | -------- |
| Bílí Tygři Liberec        | Home Credit Arena     | 7 500    |
| BK Mladá Boleslav         | ŠKO-ENERGO Aréna      | 4 200    |
| HC Dynamo Pardubice       | Tipsport Arena        | 10 194   |
| HC Energie Karlovy Vary   | KV Arena              | 6 000    |
| HC Kometa Brno            | DRFG Arena            | 7 700    |
| Mountfield Hradec Králové | Fortuna aréna         | 6 890    |
| HC Oceláři Třinec         | Werk Arena            | 5 200    |
| HC Olomouc                | ZS Olomouc            | 5 500    |
| Piráti Chomutov           | SD aréna              | 5 250    |
| PSG Zlín                  | ZS Luďka Čajky        | 7 000    |
| HC Sparta Praha           | O2 arena              | 17 360   |
| HC Škoda Plzeň            | Home Monitoring Aréna | 8 236    |
| HC Verva Litvínov         | ZS Ivana Hlinky       | 6 011    |
| HC Vítkovice Steel        | Ostravar Aréna        | 10 109   |

### Personál a ostatní (stav na začátku sezóny)
Údaje v tabulce jsou platné k začátku soutěže.
| Klub                 | Hlavní trenér     | Kapitán          | Přestupy | Asistent trenéra | Předchozí sezona | Soupisky |
| -------------------- | ----------------- | ---------------- | -------- | ---------------- | ---------------- | -------- |
| Verva Litvínov       | Radim Rulík       | Michal Trávníček | Zde      | Ondřej Weissmann | Zlatá medaile    | Zde      |
| Oceláři Třinec       | Jiří Kalous       | Rostislav Klesla | Zde      | Václav Varaďa    | Stříbrná medaile | Zde      |
| Kometa Brno          | Alois Hadamczik   | Leoš Čermák      | Zde      | Karel Beran      | Bronzová medaile | Zde      |
| Sparta Praha         | Josef Jandač      | Jaroslav Hlinka  | Zde      | Zdeněk Moták     | 4. místo         | Zde      |
| Mountfield HK        | Peter Draisaitl   | Jiří Šimánek     | Zde      | Tomáš Martinec   | 5. místo         | Zde      |
| PSG Zlín             | Rostislav Vlach   | Ondřej Veselý    | Zde      | Juraj Jurík      | 6. místo         | Zde      |
| HC Dynamo Pardubice  | Miloš Říha        | Petr Čáslava     | Zde      | Václav Baďouček  | 7. místo         | Zde      |
| Mladá Boleslav       | František Výborný | David Výborný    | Zde      | Marian Jelínek   | 8. místo         | Zde      |
| Škoda Plzeň          | Michal Straka     | Ondřej Kratěna   | Zde      | Ladislav Čihák   | 9. místo         | Zde      |
| Vítkovice Steel      | Ladislav Svozil   | Jiří Burger      | Zde      | Jakub Petr       | 10. místo        | Zde      |
| Bílí Tygři Liberec   | Filip Pešán       | Jan Výtisk       | Zde      | Vladimír Čermák  | 11. místo        | Zde      |
| Energie Karlovy Vary | Karel Mlejnek     | Radek Duda       | Zde      | Tomáš Mariška    | 12. místo        | Zde      |
| Olomouc              | Zdeněk Venera     | Martin Vyrůbalík | Zde      | Jan Tomajko      | 13. místo        | Zde      |
| Chomutov             | Vladimír Růžička  | Jiří Drtina      | Zde      | Aleš Totter      | postup z 1. ligy | Zde      |

## Konečná tabulka základní části
| Poř. | Tým                       | Z  | V  | VP | PP | P  | VG  | OG  | B   |
| ---- | ------------------------- | -- | -- | -- | -- | -- | --- | --- | --- |
| 1.   | Bílí Tygři Liberec (C)    | 52 | 33 | 8  | 3  | 8  | 181 | 112 | 118 |
| 2.   | HC Sparta Praha           | 52 | 30 | 7  | 6  | 9  | 200 | 132 | 110 |
| 3.   | Mountfield Hradec Králové | 52 | 24 | 4  | 8  | 16 | 143 | 138 | 88  |
| 4.   | HC Škoda Plzeň            | 52 | 23 | 6  | 6  | 17 | 165 | 142 | 87  |
| 5.   | HC Olomouc                | 52 | 22 | 5  | 9  | 16 | 117 | 115 | 85  |
| 6.   | BK Mladá Boleslav         | 52 | 20 | 7  | 9  | 16 | 152 | 141 | 83  |
| 7.   | PSG Zlín                  | 52 | 21 | 6  | 6  | 19 | 129 | 128 | 81  |
| 8.   | Piráti Chomutov (N)       | 52 | 21 | 4  | 7  | 20 | 130 | 144 | 78  |
| 9.   | HC Kometa Brno            | 52 | 19 | 4  | 4  | 25 | 132 | 149 | 69  |
| 10.  | HC Oceláři Třinec         | 52 | 16 | 7  | 6  | 23 | 122 | 126 | 68  |
| 11.  | HC Vítkovice Steel        | 52 | 17 | 6  | 3  | 26 | 143 | 149 | 66  |
| 12.  | HC Dynamo Pardubice       | 52 | 16 | 2  | 5  | 29 | 113 | 156 | 57  |
| 13.  | HC Verva Litvínov         | 52 | 10 | 10 | 5  | 27 | 110 | 138 | 55  |
| 14.  | HC Energie Karlovy Vary   | 52 | 13 | 3  | 2  | 34 | 113 | 180 | 47  |

| Vysvětlivka                          |
| ------------------------------------ |
| Přímý postup do čtvrtfinále play off |
| Postup do předkola play off          |
| Účastník play out                    |

Poznámky:
- (C) = držitel mistrovského titulu, (N) = nováček (minulou sezónu hrál nižší soutěž a postoupil)

## Hráčské statistiky základní části

### Kanadské bodování
Toto je konečné pořadí hráčů podle dosažených bodů. Za jeden vstřelený gól nebo přihrávku na gól hráč získal jeden bod.
| Poř. | Hráč               | Tým                       | Z  | G  | A  | B  | TM | +/- |
| ---- | ------------------ | ------------------------- | -- | -- | -- | -- | -- | --- |
| 1.   | Roman Červenka     | Piráti Chomutov           | 49 | 23 | 38 | 61 | 96 | 12  |
| 2.   | Daniel Přibyl      | HC Sparta Praha           | 45 | 16 | 29 | 45 | 12 | 14  |
| 3.   | Petr Vampola       | Bílí Tygři Liberec        | 52 | 14 | 31 | 45 | 62 | 10  |
| 4.   | Jaroslav Bednář    | Mountfield Hradec Králové | 50 | 13 | 29 | 42 | 38 | 2   |
| 5.   | Jan Buchtele       | HC Sparta Praha           | 47 | 19 | 22 | 41 | 28 | 15  |
| 6.   | Vojtěch Němec      | HC Kometa Brno            | 50 | 16 | 25 | 41 | 56 | -4  |
| 7.   | Branko Radivojevič | Bílí Tygři Liberec        | 51 | 15 | 26 | 41 | 71 | 25  |
| 8.   | Petr Holík         | PSG Zlín                  | 52 | 11 | 30 | 41 | 12 | -5  |
| 9.   | Dominik Kubalík    | HC Plzeň 1929             | 48 | 25 | 15 | 40 | 18 | 1   |
| 10.  | Jaroslav Kracík    | HC Plzeň 1929             | 50 | 11 | 29 | 40 | 40 | 7   |

## Změny během sezóny

### Výměny trenérů
V průběhu sezóny došlo k osmi změnám trenérů. Jejich přehled je uveden v tabulce:
| Tým                       | Datum změny        | Kolo     | Odvolaný trenér   | Nově nastoupivší trenér |
| ------------------------- | ------------------ | -------- | ----------------- | ----------------------- |
| HC Dynamo Pardubice       | 12. října 2015     | 10. kole | Miloš Říha mladší | Richard Král            |
| HC Energie Karlovy Vary   | 15. října 2015     | 11. kole | Karel Mlejnek     | Peter Oremus            |
| HC Oceláři Třinec         | 13. listopadu 2015 | 18. kole | Jiří Kalous       | René Mucha              |
| Mountfield Hradec Králové | 1. prosince 2015   | 23. kole | Peter Draisaitl   | Vladimír Kýhos          |
| HC Oceláři Třinec         | 17. prosince 2015  | 28. kole | René Mucha        | Jiří Dopita             |
| HC Dynamo Pardubice       | 18. ledna 2016     | 37. kole | Richard Král      | Peter Draisaitl         |
| HC Energie Karlovy Vary   | 25. ledna 2016     | 39. kole | Peter Oremus      | Karel Mlejnek           |
| HC Kometa Brno            | 5. února 2016      | 43. kole | Alois Hadamczik   | Libor Zábranský         |

## Pavouk play off
|  | Předkolo | Předkolo          | Předkolo                  |                   |    | Čtvrtfinále        | Čtvrtfinále | Čtvrtfinále        |   |    | Semifinále      | Semifinále | Semifinále         |   |  | Finále | Finále | Finále |
|  |          |                   |                           |                   |    |                    |             |                    |   |    |                 |            |                    |   |  |        |        |        |
|  | 8.       | Piráti Chomutov   | 3                         |                   |    |                    |             |                    |   |    |                 |            |                    |   |  |        |        |        |
|  | 9.       | HC Kometa Brno    | 1                         |                   |    |                    |             |                    |   |    |                 |            |                    |   |  |        |        |        |
|  | 9.       | HC Kometa Brno    | 1                         |                   | 1. | Bílí Tygři Liberec | 4           |                    |   |    |                 |            |                    |   |  |        |        |        |
|  |          |                   |                           |                   | 1. | Bílí Tygři Liberec | 4           |                    |   |    |                 |            |                    |   |  |        |        |        |
|  |          |                   | 8.                        | Piráti Chomutov   | 0  |                    |             |                    |   |    |                 |            |                    |   |  |        |        |        |
|  |          |                   | 8.                        | Piráti Chomutov   | 0  |                    |             |                    |   |    |                 |            |                    |   |  |        |        |        |
|  |          |                   |                           |                   |    |                    |             |                    |   |    |                 |            |                    |   |  |        |        |        |
|  |          |                   |                           |                   |    |                    |             |                    |   |    |                 |            |                    |   |  |        |        |        |
|  |          |                   |                           |                   |    |                    | 1.          | Bílí Tygři Liberec | 4 |    |                 |            |                    |   |  |        |        |        |
|  |          |                   |                           |                   |    |                    |             |                    | 4 |    |                 |            |                    |   |  |        |        |        |
|  |          | 6.                | BK Mladá Boleslav         | 0                 |    |                    |             |                    |   |    |                 |            |                    |   |  |        |        |        |
|  |          | 6.                | BK Mladá Boleslav         | 0                 |    |                    |             |                    |   |    |                 |            |                    |   |  |        |        |        |
|  |          |                   |                           |                   |    |                    |             |                    |   |    |                 |            |                    |   |  |        |        |        |
|  |          |                   |                           |                   |    |                    |             |                    |   |    |                 |            |                    |   |  |        |        |        |
|  |          | 3.                | Mountfield Hradec Králové | 2                 |    |                    |             |                    |   |    |                 |            |                    |   |  |        |        |        |
|  |          |                   |                           | 2                 |    |                    |             |                    |   |    |                 |            |                    |   |  |        |        |        |
|  |          |                   | 6.                        | BK Mladá Boleslav | 4  |                    |             |                    |   |    |                 |            |                    |   |  |        |        |        |
|  |          |                   | 6.                        | BK Mladá Boleslav | 4  |                    |             |                    |   |    |                 |            |                    |   |  |        |        |        |
|  |          |                   |                           |                   |    |                    |             |                    |   |    |                 |            |                    |   |  |        |        |        |
|  |          |                   |                           |                   |    |                    |             |                    |   |    |                 |            |                    |   |  |        |        |        |
|  |          |                   |                           |                   |    |                    |             |                    |   |    |                 | 1.         | Bílí Tygři Liberec | 4 |  |        |        |        |
|  |          |                   |                           |                   |    |                    |             |                    |   |    |                 |            |                    |   |  |        |        |        |
|  |          | 2.                | HC Sparta Praha           | 2                 |    |                    |             |                    |   |    |                 |            |                    |   |  |        |        |        |
|  |          | 2.                | HC Sparta Praha           | 2                 |    |                    |             |                    |   |    |                 |            |                    |   |  |        |        |        |
|  |          |                   |                           |                   |    |                    |             |                    |   |    |                 |            |                    |   |  |        |        |        |
|  |          |                   |                           |                   |    |                    |             |                    |   |    |                 |            |                    |   |  |        |        |        |
|  |          | 2.                | HC Sparta Praha           | 4                 |    |                    |             |                    |   |    |                 |            |                    |   |  |        |        |        |
|  |          |                   |                           | 4                 |    |                    |             |                    |   |    |                 |            |                    |   |  |        |        |        |
|  |          |                   | 7.                        | PSG Zlín          | 1  |                    |             |                    |   |    |                 |            |                    |   |  |        |        |        |
|  | 7.       | PSG Zlín          | 7.                        | PSG Zlín          | 1  | 3                  |             |                    |   |    |                 |            |                    |   |  |        |        |        |
|  | 7.       | PSG Zlín          |                           |                   |    | 3                  |             |                    |   |    |                 |            |                    |   |  |        |        |        |
|  | 10.      | HC Oceláři Třinec | 2                         |                   |    |                    |             |                    |   |    |                 |            |                    |   |  |        |        |        |
|  | 10.      | HC Oceláři Třinec | 2                         |                   |    |                    |             |                    |   | 2. | HC Sparta Praha | 4          |                    |   |  |        |        |        |
|  |          |                   |                           |                   |    |                    |             |                    |   | 2. | HC Sparta Praha | 4          |                    |   |  |        |        |        |
|  |          | 4.                | HC Škoda Plzeň            | 2                 |    |                    |             |                    |   |    |                 |            |                    |   |  |        |        |        |
|  |          | 4.                | HC Škoda Plzeň            | 2                 |    |                    |             |                    |   |    |                 |            |                    |   |  |        |        |        |
|  |          |                   |                           |                   |    |                    |             |                    |   |    |                 |            |                    |   |  |        |        |        |
|  |          |                   |                           |                   |    |                    |             |                    |   |    |                 |            |                    |   |  |        |        |        |
|  |          | 4.                | HC Škoda Plzeň            | 4                 |    |                    |             |                    |   |    |                 |            |                    |   |  |        |        |        |
|  |          |                   |                           | 4                 |    |                    |             |                    |   |    |                 |            |                    |   |  |        |        |        |
|  |          |                   | 5.                        | HC Olomouc        | 1  |                    |             |                    |   |    |                 |            |                    |   |  |        |        |        |
|  |          |                   | 5.                        | HC Olomouc        | 1  |                    |             |                    |   |    |                 |            |                    |   |  |        |        |        |
|  |          |                   |                           |                   |    |                    |             |                    |   |    |                 |            |                    |   |  |        |        |        |

Všechny časy jsou uvedeny v SEČ, popřípadě SELČ.

### Předkolo

#### Zlín (7.) – Třinec (10.)
| 7. března 2016 17:20 | PSG Zlín | 2 : 1 (1:1, 1:0, 0:0) | HC Oceláři Třinec | Zimní stadion Luďka Čajky, Zlín Návštěvnost: 7 000 |  |

| Report                                                                      |                                                                             |             |                                   |                                                                      |
| Libor Kašík                                                                 | Libor Kašík                                                                 | Brankáři    | Peter Hamerlík                    | Rozhodčí: Robin Šír René Hradil Čároví: Stanislav Barvíř Petr Blümel |
| Oldřich Kotvan (Ondřej Veselý) – 14:42 Roberts Bukarts (Petr Holík) – 36:12 | Oldřich Kotvan (Ondřej Veselý) – 14:42 Roberts Bukarts (Petr Holík) – 36:12 | 0:1 1:1 2:1 | 4:38 – Jiří Polanský (Adam Rufer) | Rozhodčí: Robin Šír René Hradil Čároví: Stanislav Barvíř Petr Blümel |
| 12 min                                                                      | 12 min                                                                      | Tresty      | 14 min                            | Rozhodčí: Robin Šír René Hradil Čároví: Stanislav Barvíř Petr Blümel |
| 19                                                                          | 19                                                                          | Střely      | 33                                | Rozhodčí: Robin Šír René Hradil Čároví: Stanislav Barvíř Petr Blümel |

| 8. března 2016 17:30 | PSG Zlín | 3 : 4 SN (1:1, 1:1, 1:1 - 0:0) | HC Oceláři Třinec | Zimní stadion Luďka Čajky, Zlín Návštěvnost: 5 475 |  |

| Report | |                                                                    | |                                                                    |
| Libor Kašík | Libor Kašík | Brankáři                                                           | Peter Hamerlík | Rozhodčí: Pavel Hodek Roman Polák Čároví: Jiří Gebauer Vít Lederer |
| Roman Vlach (Oldřich Kotvan, Ondřej Veselý) – 5:41 Petr Holík (Roberts Bukarts, Robert Říčka) – 26:17 Tomáš Čachotský – 50:16 Tomáš Čachotský Roberts Bukarts Petr Holík Tomáš Čachotský | Roman Vlach (Oldřich Kotvan, Ondřej Veselý) – 5:41 Petr Holík (Roberts Bukarts, Robert Říčka) – 26:17 Tomáš Čachotský – 50:16 Tomáš Čachotský Roberts Bukarts Petr Holík Tomáš Čachotský | 1:0 1:1 2:1 2:2 2:3 3:3 Samostatné nájezdy 0:0 1:0 1:1 1:2 2:2 2:3 | 12:58 – Vladimír Dravecký (Tomáš Kopecký, Lukáš Galvas) 35:33 – Antonín Pechanec (Vladimír Svačina, Petr Kanko) 43:39 – Petr Kanko (Antonín Pechanec) Jiří Polanský Vladimír Svačina Vladimír Dravecký Vladimír Svačina | Rozhodčí: Pavel Hodek Roman Polák Čároví: Jiří Gebauer Vít Lederer |
| 18 min | 18 min | Tresty                                                             | 18 min | Rozhodčí: Pavel Hodek Roman Polák Čároví: Jiří Gebauer Vít Lederer |
| 44 | 44 | Střely                                                             | 45 | Rozhodčí: Pavel Hodek Roman Polák Čároví: Jiří Gebauer Vít Lederer |

| 10. března 2016 17:00 | HC Oceláři Třinec | 2 : 3 PP (0:1, 2:0, 0:1 - 0:1) | PSG Zlín | Werk Arena, Třinec Návštěvnost: 5 200 |  |

| Report | |                     | |                                                                        |
| Peter Hamerlík                                                                                                | Peter Hamerlík                                                                                                | Brankáři            | Libor Kašík (od 52. min. Luboš Horčička)                                                                                 | Rozhodčí: Martin Fraňo Robin Šír Čároví: Miroslav Lhotský Jiří Svoboda |
| Radoslav Tybor (Martin Adamský, Josef Hrabal) – 32:28 Antonín Pechanec (Vladimír Svačina, Petr Kanko) – 38:15 | Radoslav Tybor (Martin Adamský, Josef Hrabal) – 32:28 Antonín Pechanec (Vladimír Svačina, Petr Kanko) – 38:15 | 0:1 1:1 2:1 2:2 2:3 | 8:55 – Petr Holík (Roberts Bukarts, Tomáš Žižka) 52:05 – Petr Holík (Roberts Bukarts, Oldřich Kotvan) 62:53 – Petr Holík | Rozhodčí: Martin Fraňo Robin Šír Čároví: Miroslav Lhotský Jiří Svoboda |
| 8 min | 8 min | Tresty              | 10 min | Rozhodčí: Martin Fraňo Robin Šír Čároví: Miroslav Lhotský Jiří Svoboda |
| 31 | 31 | Střely              | 17 | Rozhodčí: Martin Fraňo Robin Šír Čároví: Miroslav Lhotský Jiří Svoboda |

| 11. března 2016 17:20 | HC Oceláři Třinec | 4 : 3 (2:1, 1:2, 1:0) | PSG Zlín | Werk Arena, Třinec Návštěvnost: 5 200 |  |

| Report | |                             | |                                                                       |
| Peter Hamerlík | Peter Hamerlík | Brankáři                    | Libor Kašík | Rozhodčí: Oldřich Hejduk Pavel Hodek Čároví: Jaromír Bláha Josef Špůr |
| 12:52 – Tomáš Kopecký (David Nosek, Milan Doudera) 16:53 – Jiří Polanský (Martin Adamský, Petr Kanko) 37:34 – Jiří Polanský (Martin Adamský) 52:52 – Denis Kindl (Josef Hrabal, Jiří Polanský) | 12:52 – Tomáš Kopecký (David Nosek, Milan Doudera) 16:53 – Jiří Polanský (Martin Adamský, Petr Kanko) 37:34 – Jiří Polanský (Martin Adamský) 52:52 – Denis Kindl (Josef Hrabal, Jiří Polanský) | 0:1 1:1 2:1 2:2 2:3 3:3 4:3 | 08:06 – Oldřich Kotvan (Tomáš Čachotský, Roman Vlach) 21:37 – Tomáš Fořt (Zdeněk Okál, Tomáš Žižka) 37:34 – Jan Maruna (Pavel Kubiš, Jiří Ondráček) | Rozhodčí: Oldřich Hejduk Pavel Hodek Čároví: Jaromír Bláha Josef Špůr |
| 8 min | 8 min | Tresty                      | 6 min | Rozhodčí: Oldřich Hejduk Pavel Hodek Čároví: Jaromír Bláha Josef Špůr |
| 28 | 28 | Střely                      | 33 | Rozhodčí: Oldřich Hejduk Pavel Hodek Čároví: Jaromír Bláha Josef Špůr |

| 13. března 2016 17:20 | PSG Zlín | 3 : 2 PP (0:1, 2:1, 0:0 - 1:0) | HC Oceláři Třinec | Zimní stadion Luďka Čajky, Zlín Návštěvnost: 6 357 |  |

| Report | |                     | |                                                                         |
| Libor Kašík | Libor Kašík | Brankáři            | Peter Hamerlík                                                                                             | Rozhodčí: Pavel Hodek Martin Fraňo Čároví: Tomáš Brejcha Libor Suchánek |
| Daniel Štumpf (Jiří Marušák, Roman Vlach) - 25:11 Petr Holík (Tomáš Žižka, Martin Matějíček) - 33:50 Ondřej Veselý (Jiří Ondráček, Roman Vlach) - 60:50 | Daniel Štumpf (Jiří Marušák, Roman Vlach) - 25:11 Petr Holík (Tomáš Žižka, Martin Matějíček) - 33:50 Ondřej Veselý (Jiří Ondráček, Roman Vlach) - 60:50 | 0:1 0:2 1:2 2:2 3:2 | 11:45 - David Nosek (Antonín Pechanec, Radoslav Tybor) 24:41 - Denis Kindl (Martin Adamský, Jiří Polanský) | Rozhodčí: Pavel Hodek Martin Fraňo Čároví: Tomáš Brejcha Libor Suchánek |
| 8 min | 8 min | Tresty              | 6 min | Rozhodčí: Pavel Hodek Martin Fraňo Čároví: Tomáš Brejcha Libor Suchánek |
| 21 | 21 | Střely              | 26 | Rozhodčí: Pavel Hodek Martin Fraňo Čároví: Tomáš Brejcha Libor Suchánek |

Do čtvrtfinále play off postoupil tým PSG Zlín, když zvítězil 3:2 na zápasy.

#### Chomutov (8.) – Brno (9.)
| 7. března 2016 17:20 | Piráti Chomutov | 2 : 1 PP (0:1, 0:0, 1:0 - 1:0) | HC Kometa Brno | SD aréna, Chomutov Návštěvnost: 5 250 |  |

| Report                                                                                              | |             |                                              |                                                                           |
| Robert Kristan                                                                                      | Robert Kristan                                                                                      | Brankáři    | Marek Čiliak                                 | Rozhodčí: Jan Hribik Oldřich Hejduk Čároví: Miroslav Lhotský Jiří Svoboda |
| Brett Skinner (Roman Červenka, Jan Rutta) – 49:22 Brett Skinner (Roman Červenka, Jan Rutta) – 62:13 | Brett Skinner (Roman Červenka, Jan Rutta) – 49:22 Brett Skinner (Roman Červenka, Jan Rutta) – 62:13 | 0:1 1:1 2:1 | 9:54 – Petr Mrázek (Vojtěch Němec, Jan Káňa) | Rozhodčí: Jan Hribik Oldřich Hejduk Čároví: Miroslav Lhotský Jiří Svoboda |
| 2 min                                                                                               | 2 min                                                                                               | Tresty      | 12 min                                       | Rozhodčí: Jan Hribik Oldřich Hejduk Čároví: Miroslav Lhotský Jiří Svoboda |
| 30                                                                                                  | 30                                                                                                  | Střely      | 21                                           | Rozhodčí: Jan Hribik Oldřich Hejduk Čároví: Miroslav Lhotský Jiří Svoboda |

| 8. března 2016 17:20 | Piráti Chomutov | 2 : 0 (1:0, 1:0, 0:0) | HC Kometa Brno | SD aréna, Chomutov Návštěvnost: 4 572 |  |

| Report                                                                      |                                                                             |          |              |                                                                          |
| Robert Kristan                                                              | Robert Kristan                                                              | Brankáři | Marek Čiliak | Rozhodčí: Vladimír Šindler Roman Mrkva Čároví: David Jelínek Tomáš Pešek |
| Roman Červenka (Peter Ölvecký) – 14:12 Peter Ölvecký (Marek Tomica) – 37:51 | Roman Červenka (Peter Ölvecký) – 14:12 Peter Ölvecký (Marek Tomica) – 37:51 | 1:0 2:0  |              | Rozhodčí: Vladimír Šindler Roman Mrkva Čároví: David Jelínek Tomáš Pešek |
| 8 min                                                                       | 8 min                                                                       | Tresty   | 10 min       | Rozhodčí: Vladimír Šindler Roman Mrkva Čároví: David Jelínek Tomáš Pešek |
| 26                                                                          | 26                                                                          | Střely   | 21           | Rozhodčí: Vladimír Šindler Roman Mrkva Čároví: David Jelínek Tomáš Pešek |

| 10. března 2016 17:20 | HC Kometa Brno | 3 : 2 (0:0, 1:1, 2:1) | Piráti Chomutov | DRFG Arena, Brno Návštěvnost: 7 414 |  |

| Report | |                     |                                                                                     |                                                                         |
| Marek Čiliak | Marek Čiliak | Brankáři            | Robert Kristan                                                                      | Rozhodčí: Petr Lacina Vladimír Pešina Čároví: Vít Komárek Jiří Ondráček |
| Leoš Čermák (TS) – 27:08 Hynek Zohorna (Rastislav Špirko, Jozef Kováčik) – 43:26 Rastislav Špirko (Peter Trška, Hynek Zohorna) – 44:19 | Leoš Čermák (TS) – 27:08 Hynek Zohorna (Rastislav Špirko, Jozef Kováčik) – 43:26 Rastislav Špirko (Peter Trška, Hynek Zohorna) – 44:19 | 0:1 1:1 2:1 3:1 3:2 | 20:57 – Marek Račuk (Marek Tomica, Roman Červenka) 50:19 – David Kaše (David Kämpf) | Rozhodčí: Petr Lacina Vladimír Pešina Čároví: Vít Komárek Jiří Ondráček |
| 12 min | 12 min | Tresty              | 18 min                                                                              | Rozhodčí: Petr Lacina Vladimír Pešina Čároví: Vít Komárek Jiří Ondráček |
| 39 | 39 | Střely              | 28                                                                                  | Rozhodčí: Petr Lacina Vladimír Pešina Čároví: Vít Komárek Jiří Ondráček |

| 11. března 2016 18:00 | HC Kometa Brno | 3 : 4 (2:2, 0:1. 1:1) | Piráti Chomutov | DRFG Arena, Brno Návštěvnost: 7 612 |  |

| Report | |                             | |                                                                             |
| Marek Čiliak | Marek Čiliak | Brankáři                    | Robert Kristan | Rozhodčí: Robert Čech Vladimír Šindler Čároví: Tomáš Brejcha Libor Suchánek |
| Leoš Čermák (Hynek Zohorna, David Ostřížek) – 7:32 Vlastimil Dostálek (Tomáš Malec, Adam Raška) – 18:59 Martin Dočekal (Jan Hruška, Jozef Kováčik) – 42:42 | Leoš Čermák (Hynek Zohorna, David Ostřížek) – 7:32 Vlastimil Dostálek (Tomáš Malec, Adam Raška) – 18:59 Martin Dočekal (Jan Hruška, Jozef Kováčik) – 42:42 | 0:1 1:1 1:2 2:2 2:3 3:3 3:4 | 6:32 – Jakub Chrpa (Marek Račuk, David Kaše) 16:57 – Roman Červenka (Jan Rutta) 25:03 – David Květoň 55:36 – Roman Červenka (Michal Vondrka, Vladimír Růžička) | Rozhodčí: Robert Čech Vladimír Šindler Čároví: Tomáš Brejcha Libor Suchánek |
| 8 min | 8 min | Tresty                      | 10 min | Rozhodčí: Robert Čech Vladimír Šindler Čároví: Tomáš Brejcha Libor Suchánek |
| 38 | 38 | Střely                      | 32 | Rozhodčí: Robert Čech Vladimír Šindler Čároví: Tomáš Brejcha Libor Suchánek |

Do čtvrtfinále play off postoupil tým Piráti Chomutov, když zvítězil 3:1 na zápasy.

### Čtvrtfinále

#### Bílí Tygři Liberec(1.) –Piráti Chomutov(8.)
| 16. března 2016 18:00 | Bílí Tygři Liberec | 4 : 1 (1:0, 0:1, 3:0) | Piráti Chomutov | Home Credit Arena, Liberec Návštěvnost: 7 500 |  |

| Report | |                     |                                                           |                                                                       |
| Ján Lašák | Ján Lašák | Brankáři            | Robert Kristan                                            | Rozhodčí: Jan Hribik Petr Úlehla Čároví: Stanislav Barvíř Petr Blümel |
| Michal Bulíř (Martin Bakoš, Branko Radivojevič) - 10:29 Michal Birner (Petr Vampola, Lukáš Krenželok) - 46:27 Michal Řepík (Michal Birner, Petr Vampola) - 52:33 Michal Řepík - 57:02 | Michal Bulíř (Martin Bakoš, Branko Radivojevič) - 10:29 Michal Birner (Petr Vampola, Lukáš Krenželok) - 46:27 Michal Řepík (Michal Birner, Petr Vampola) - 52:33 Michal Řepík - 57:02 | 1:0 1:1 2:1 3:1 4:1 | 35:23 - Michal Vondrka (Roman Červenka, Vladimír Růžička) | Rozhodčí: Jan Hribik Petr Úlehla Čároví: Stanislav Barvíř Petr Blümel |
| 6 min | 6 min | Tresty              | 16 min                                                    | Rozhodčí: Jan Hribik Petr Úlehla Čároví: Stanislav Barvíř Petr Blümel |
| 50 | 50 | Střely              | 16                                                        | Rozhodčí: Jan Hribik Petr Úlehla Čároví: Stanislav Barvíř Petr Blümel |

| 17. března 2016 18:00 | Bílí Tygři Liberec | 4 : 1 (0:1, 2:0, 2:0) | Piráti Chomutov | Home Credit Arena, Liberec Návštěvnost: 7 500 |  |

| Report | |                     |                                        |                                                                            |
| Ján Lašák | Ján Lašák | Brankáři            | Robert Kristan                         | Rozhodčí: Pavel Hodek Oldřich Hejduk Čároví: Miroslav Lhotský Jiří Svoboda |
| Branko Radivojevič (Jan Stránský) - 22:35 Martin Bakoš (Michal Bulíř, Branko Radivojevič) - 29:39 Petr Jelínek - 43:47 Martin Ševc (Lukáš Krenželok) - 58:47 | Branko Radivojevič (Jan Stránský) - 22:35 Martin Bakoš (Michal Bulíř, Branko Radivojevič) - 29:39 Petr Jelínek - 43:47 Martin Ševc (Lukáš Krenželok) - 58:47 | 0:1 1:1 2:1 3:1 4:1 | 19:33 - Brett Skinner (Roman Červenka) | Rozhodčí: Pavel Hodek Oldřich Hejduk Čároví: Miroslav Lhotský Jiří Svoboda |
| 24 min | 24 min | Tresty              | 16 min                                 | Rozhodčí: Pavel Hodek Oldřich Hejduk Čároví: Miroslav Lhotský Jiří Svoboda |
| 31 | 31 | Střely              | 28                                     | Rozhodčí: Pavel Hodek Oldřich Hejduk Čároví: Miroslav Lhotský Jiří Svoboda |

| 20. března 2016 17:50 | Piráti Chomutov | 1 : 3 (1:0, 0:1, 0:2) | Bílí Tygři Liberec | SD aréna, Chomutov Návštěvnost: 5 129 |  |

| Report                                  |                                         |                 |                                                                                              |                                                                        |
| Robert Kristan                          | Robert Kristan                          | Brankáři        | Ján Lašák                                                                                    | Rozhodčí: Vladimír Pešina René Hradil Čároví: Jiří Gebauer Vít Lederer |
| Vladimír Růžička (Adam Jánošík) - 04:05 | Vladimír Růžička (Adam Jánošík) - 04:05 | 1:0 1:1 1:2 1:3 | 34:39 – Tomáš Mojžíš (Martin Ševc) 46:32 – Michal Řepík (Michal Birner) 59:55 – Petr Vampola | Rozhodčí: Vladimír Pešina René Hradil Čároví: Jiří Gebauer Vít Lederer |
| 12 min                                  | 12 min                                  | Tresty          | 14 min                                                                                       | Rozhodčí: Vladimír Pešina René Hradil Čároví: Jiří Gebauer Vít Lederer |
| 22                                      | 22                                      | Střely          | 29                                                                                           | Rozhodčí: Vladimír Pešina René Hradil Čároví: Jiří Gebauer Vít Lederer |

| 21. března 2016 17:30 | Piráti Chomutov | 2 : 7 (0:3, 1:2, 1:2) | Bílí Tygři Liberec | SD aréna, Chomutov Návštěvnost: 4 988 |  |

| Report                                                                                  |                                                                                         |                                     | |                                                                         |
| Robert Kristan (od 19. min. Jan Strmeň)                                                 | Robert Kristan (od 19. min. Jan Strmeň)                                                 | Brankáři                            | Ján Lašák | Rozhodčí: Vladimír Šindler Roman Polák Čároví: Jakub Frodl Kamil Zavřel |
| Jan Rutta (Roman Červenka, David Květoň) – 34:57 Adam Jánošík (Jaroslav Mrázek) – 41:20 | Jan Rutta (Roman Červenka, David Květoň) – 34:57 Adam Jánošík (Jaroslav Mrázek) – 41:20 | 0:1 0:2 0:3 0:4 1:4 1:5 2:5 2:6 2:7 | 04:55 – Jan Stránský (Petr Jelínek, Vít Jonák) 13:24 – Martin Bakoš (Petr Vampola) 18:31 – Michal Bulíř (Michal Řepík, Michal Birner) 31:08 – Michal Bulíř (Jakub Valský, Branko Radivojevič) 37:03 – Jan Stránský (Radim Šimek, Branko Radivojevič) 56:09 – Dominik Lakatoš (Lukáš Krenželok) 59:05 – Jan Ordoš (Michal Plutnar, Jan Stránský) | Rozhodčí: Vladimír Šindler Roman Polák Čároví: Jakub Frodl Kamil Zavřel |
| 8 min                                                                                   | 8 min                                                                                   | Tresty                              | 8 min | Rozhodčí: Vladimír Šindler Roman Polák Čároví: Jakub Frodl Kamil Zavřel |
| 35                                                                                      | 35                                                                                      | Střely                              | 30 | Rozhodčí: Vladimír Šindler Roman Polák Čároví: Jakub Frodl Kamil Zavřel |

Do semifinále play off postoupil tým Bílí Tygři Liberec, když zvítězil 4:0 na zápasy.

#### HC Sparta Praha(2.) –PSG Zlín(7.)
| 16. března 2016 18:20 | HC Sparta Praha | 4 : 3 (2:0, 1:1, 1:2) | PSG Zlín | O2 arena, Praha Návštěvnost: 9 271 |  |

| Report | |                             | |                                                                             |
| Danny Taylor | Danny Taylor | Brankáři                    | Libor Kašík | Rozhodčí: Vladimír Šindler Robert Čech Čároví: Tomáš Brejcha Libor Suchánek |
| Petr Kumstát (Miroslav Forman, Lukáš Pech) - 11:39 Jan Hlaváč (Michal Dragoun) - 12:42 Michal Dragoun (Tomáš Netík) - 31:52 Michal Čajkovský (Robert Sabolic, Lukáš Cingel) - 53:58 | Petr Kumstát (Miroslav Forman, Lukáš Pech) - 11:39 Jan Hlaváč (Michal Dragoun) - 12:42 Michal Dragoun (Tomáš Netík) - 31:52 Michal Čajkovský (Robert Sabolic, Lukáš Cingel) - 53:58 | 1:0 2:0 2:1 3:1 3:2 4:2 4:3 | 29:01 - Robert Říčka (Tomáš Žižka, Roberts Bukarts) 46:16 - Petr Holík 59:57 - Jiří Ondráček (Petr Holík, Oldřich Horák) | Rozhodčí: Vladimír Šindler Robert Čech Čároví: Tomáš Brejcha Libor Suchánek |
| 6 min | 6 min | Tresty                      | 10 min | Rozhodčí: Vladimír Šindler Robert Čech Čároví: Tomáš Brejcha Libor Suchánek |
| 29 | 29 | Střely                      | 25 | Rozhodčí: Vladimír Šindler Robert Čech Čároví: Tomáš Brejcha Libor Suchánek |

| 17. března 2016 18:20 | HC Sparta Praha | 0 : 4 (0:0, 0:3, 0:1) | PSG Zlín | O2 arena, Praha Návštěvnost: 9 205 |  |

| Report                                   |                                          |                 | |                                                                   |
| Danny Taylor (od 25.min. Tomáš Pöpperle) | Danny Taylor (od 25.min. Tomáš Pöpperle) | Brankáři        | Libor Kašík | Rozhodčí: Michal Hrubý Robin Šír Čároví: Jakub Frodl Kamil Zavřel |
|                                          |                                          | 0:1 0:2 0:3 0:4 | 27:32 - Roberts Bukarts (Tomáš Žižka, Petr Holík) 33:27 - Robert Říčka (Roberts Bukarts, Petr Holík) 34:42 - Tomáš Čachotský (Filip Čech) 49:24 - Zdeněk Okál (Tomáš Žižka, Martin Matějíček) | Rozhodčí: Michal Hrubý Robin Šír Čároví: Jakub Frodl Kamil Zavřel |
| 14 min                                   | 14 min                                   | Tresty          | 8 min | Rozhodčí: Michal Hrubý Robin Šír Čároví: Jakub Frodl Kamil Zavřel |
| 32                                       | 32                                       | Střely          | 31 | Rozhodčí: Michal Hrubý Robin Šír Čároví: Jakub Frodl Kamil Zavřel |

| 20. března 2016 15:30 | PSG Zlín | 2 : 3 (1:1, 1:2, 0:0) | HC Sparta Praha | Zimní stadion Luďka Čajky, Zlín Návštěvnost: 7 000 |  |

| Report                                                            |                                                                   |                     | |                                                                       |
| Libor Kašík                                                       | Libor Kašík                                                       | Brankáři            | Tomáš Pöpperle | Rozhodčí: Jan Hribik Petr Úlehla Čároví: Stanislav Barvíř Petr Blümel |
| Jiří Marušák (T. Čachotský) – 05:53 Petr Holík (T. Žižka) – 22:20 | Jiří Marušák (T. Čachotský) – 05:53 Petr Holík (T. Žižka) – 22:20 | 1:0 1:1 2:1 2:2 2:3 | 07:11 - Daniel Přibyl (M. Čajkovský, A. Polášek) 32:00 - Miroslav Forman (P. Kumstát, J. Mikuš) 35:16 - Daniel Přibyl (J. Hlinka, M. Čajkovský) | Rozhodčí: Jan Hribik Petr Úlehla Čároví: Stanislav Barvíř Petr Blümel |
| 8 min                                                             | 8 min                                                             | Tresty              | 18 min | Rozhodčí: Jan Hribik Petr Úlehla Čároví: Stanislav Barvíř Petr Blümel |
| 20                                                                | 20                                                                | Střely              | 26 | Rozhodčí: Jan Hribik Petr Úlehla Čároví: Stanislav Barvíř Petr Blümel |

| 21. března 2016 17:20 | PSG Zlín | 1 : 4 (0:1, 0:2, 1:1) | HC Sparta Praha | Zimní stadion Luďka Čajky, Zlín Návštěvnost: 5 885 |  |

| Report                                   |                                          |                     | |                                                                      |
| Libor Kašík                              | Libor Kašík                              | Brankáři            | Tomáš Pöpperle | Rozhodčí: Martin Fraňo Pavel Hodek Čároví: Vít Komárek Jiří Ondráček |
| Zdeněk Okál (P. Kubiš, R. Vlach) – 51:19 | Zdeněk Okál (P. Kubiš, R. Vlach) – 51:19 | 0:1 0:2 0:3 1:3 1:4 | 09:09 - Jaroslav Hlinka (M. Čajkovský, D. Přibyl) 26:42 - Lukáš Pech 36:34 - Jaroslav Hlinka (A. Polášek, D. Přibyl) 57:24 – Petr Kumstát (L. Pech) | Rozhodčí: Martin Fraňo Pavel Hodek Čároví: Vít Komárek Jiří Ondráček |
| 16 min                                   | 16 min                                   | Tresty              | 14 min | Rozhodčí: Martin Fraňo Pavel Hodek Čároví: Vít Komárek Jiří Ondráček |
| 36                                       | 36                                       | Střely              | 45 | Rozhodčí: Martin Fraňo Pavel Hodek Čároví: Vít Komárek Jiří Ondráček |

| 23. března 2016 18:20 | HC Sparta Praha | 5 : 2 (2:0, 1:1, 2:1) | PSG Zlín | O2 arena, Praha Návštěvnost: 10 349 |  |

| Report | |                             |                                              |                                                                             |
| Tomáš Pöpperle | Tomáš Pöpperle | Brankáři                    | Libor Kašík                                  | Rozhodčí: Roman Polák Vladimír Šindler Čároví: Tomáš Brejcha Libor Suchánek |
| Jaroslav Hlinka (D. Přibyl) – 09:32 Jaroslav Hlinka (V. Eminger) – 11:19 Adam Polášek (P. Kumstát, L. Pech) – 28:17 Jaroslav Hlinka (D. Přibyl, Michal Dragoun) – 40:42 Lukáš Pech (P. Kumstát) – 58:11 | Jaroslav Hlinka (D. Přibyl) – 09:32 Jaroslav Hlinka (V. Eminger) – 11:19 Adam Polášek (P. Kumstát, L. Pech) – 28:17 Jaroslav Hlinka (D. Přibyl, Michal Dragoun) – 40:42 Lukáš Pech (P. Kumstát) – 58:11 | 1:0 2:0 2:1 3:1 4:1 4:2 5:2 | 27:39 - Tomáš Čachostký 57:03 - Robert Říčka | Rozhodčí: Roman Polák Vladimír Šindler Čároví: Tomáš Brejcha Libor Suchánek |
| 10 min | 10 min | Tresty                      | 12 min                                       | Rozhodčí: Roman Polák Vladimír Šindler Čároví: Tomáš Brejcha Libor Suchánek |
| 31 | 31 | Střely                      | 25                                           | Rozhodčí: Roman Polák Vladimír Šindler Čároví: Tomáš Brejcha Libor Suchánek |

Do semifinále play off postoupil tým HC Sparta Praha, když zvítězil 4:1 na zápasy.

#### Mountfield Hradec Králové(3.) –BK Mladá Boleslav(6.)
| 14. března 2016 18:00 | Mountfield Hradec Králové | 5 : 2 (2:0, 0:1, 3:1) | BK Mladá Boleslav | Fortuna aréna, Hradec Králové Návštěvnost: 6 890 |  |

| Report | |                             |                                                                                          |                                                                   |
| Ondřej Kacetl | Ondřej Kacetl | Brankáři                    | David Rittich                                                                            | Rozhodčí: Robin Šír Michal Hrubý Čároví: Jiří Gebauer Vít Lederer |
| Rudolf Červený (Karel Pilař, Brian Ihnacak) - 00:49 Roman Kukumberg (Jaroslav Kudrna) - 11:01 Jaroslav Kudrna (Roman Kukumberg, Zdeněk Čáp) - 47:29 Rastislav Dej (Jaroslav Bednář) - 48:00 Jiří Šimánek (Roman Kukumberg, Jaroslav Kudrna) - 51:24 | Rudolf Červený (Karel Pilař, Brian Ihnacak) - 00:49 Roman Kukumberg (Jaroslav Kudrna) - 11:01 Jaroslav Kudrna (Roman Kukumberg, Zdeněk Čáp) - 47:29 Rastislav Dej (Jaroslav Bednář) - 48:00 Jiří Šimánek (Roman Kukumberg, Jaroslav Kudrna) - 51:24 | 1:0 2:0 2:1 3:1 4:1 5:1 5:2 | 25:00 - Pavel Musil (Martin Rýgl) 54:01 - Tomáš Klimenta (Dominik Pacovský, Martin Rýgl) | Rozhodčí: Robin Šír Michal Hrubý Čároví: Jiří Gebauer Vít Lederer |
| 6 min | 6 min | Tresty                      | 14 min                                                                                   | Rozhodčí: Robin Šír Michal Hrubý Čároví: Jiří Gebauer Vít Lederer |
| 44 | 44 | Střely                      | 34                                                                                       | Rozhodčí: Robin Šír Michal Hrubý Čároví: Jiří Gebauer Vít Lederer |

| 15. března 2016 17:20 | Mountfield Hradec Králové | 3 : 4 PP (0:2, 1:0, 2:1 - 0:1) | BK Mladá Boleslav | Fortuna aréna, Hradec Králové Návštěvnost: 6 890 |  |

| Report | |                             | |                                                                            |
| Ondřej Kacetl | Ondřej Kacetl | Brankáři                    | David Rittich | Rozhodčí: Martin Fraňo Alexander Pavlovič Čároví: Jaromír Bláha Josef Špůr |
| Brian Ihnacak (Adam Courchaine, Rudolf Červený) - 32:30 Martin Pláněk (Jiří Šimánek, Roman Kukumberg) - 40:56 Rastislav Dej (Stanislav Dietz, Jaroslav Bednář) - 57:13 | Brian Ihnacak (Adam Courchaine, Rudolf Červený) - 32:30 Martin Pláněk (Jiří Šimánek, Roman Kukumberg) - 40:56 Rastislav Dej (Stanislav Dietz, Jaroslav Bednář) - 57:13 | 0:1 0:2 1:2 2:2 2:3 3:3 3:4 | 00:16 - Jakub Klepiš (Dominik Pacovský, Tomáš Voráček) 10:08 - Richard Jarůšek (Dominik Pacovský) 42:27 - Dominik Pacovský (Martin Rýgl, Tomáš Klimenta) 61:12 - Marek Trončinský (Radan Lenc) | Rozhodčí: Martin Fraňo Alexander Pavlovič Čároví: Jaromír Bláha Josef Špůr |
| 14 min | 14 min | Tresty                      | 18 min | Rozhodčí: Martin Fraňo Alexander Pavlovič Čároví: Jaromír Bláha Josef Špůr |
| 40 | 40 | Střely                      | 24 | Rozhodčí: Martin Fraňo Alexander Pavlovič Čároví: Jaromír Bláha Josef Špůr |

| 18. března 2016 17:30 | BK Mladá Boleslav | 3 : 2 SN (0:1, 2:0, 0:1 - 0:0) | Mountfield Hradec Králové | ŠKO-ENERGO Aréna, Mladá Boleslav Návštěvnost: 4 200 |  |

| Report | |                                            | |                                                                          |
| David Rittich | David Rittich | Brankáři                                   | Ondřej Kacetl | Rozhodčí: Vladimír Šindler Robert Čech Čároví: David Jelínek Tomáš Pešek |
| Tomáš Hyka (Pavel Musil, Radan Lenc) - 23:26 Martin Látal (Pavel Musil)38:12 Lukáš Pabiška Marek Trončinský Jakub Klepiš Richard Jarůšek | Tomáš Hyka (Pavel Musil, Radan Lenc) - 23:26 Martin Látal (Pavel Musil)38:12 Lukáš Pabiška Marek Trončinský Jakub Klepiš Richard Jarůšek | 0:1 1:1 2:1 2:2 Samostatné nájezdy 0:0 1:0 | 01:16 - Stanislav Dietz (Brian Ihnacak) 56:12 - Rudolf Červený (Brian Ihnacak, Martin Pláněk) Brian Ihnacak Jaroslav Kudrna Jaroslav Bednář Jiří Šimánek | Rozhodčí: Vladimír Šindler Robert Čech Čároví: David Jelínek Tomáš Pešek |
| 14 min | 14 min | Tresty                                     | 10 min | Rozhodčí: Vladimír Šindler Robert Čech Čároví: David Jelínek Tomáš Pešek |
| 36 | 36 | Střely                                     | 42 | Rozhodčí: Vladimír Šindler Robert Čech Čároví: David Jelínek Tomáš Pešek |

| 19. března 2016 17:30 | BK Mladá Boleslav | 5 : 4 SN (2:0, 1:3, 1:1 - 0:0 - 1:0) | Mountfield Hradec Králové | ŠKO-ENERGO Aréna, Mladá Boleslav Návštěvnost: 4 200 |  |

| Report | |                                                                | |                                                                        |
| David Rittich | David Rittich | Brankáři                                                       | Ondřej Kacetl | Rozhodčí: Pavel Hodek Roman Polák Čároví: Tomáš Brejcha Libor Suchánek |
| Tomáš Klimenta (Tomáš Urban) - 00:48 Radan Lenc (Marek Trončinský, Tomáš Urban) - 08:04 Tomáš Urban (Radan Lenc, Tomáš Pacovský) - 21:49 Dominik Pacovský (Tomáš Urban, Richard Jarůšek) - 53:18 Richard Jarůšek Marek Trončinský Jakub Klepiš | Tomáš Klimenta (Tomáš Urban) - 00:48 Radan Lenc (Marek Trončinský, Tomáš Urban) - 08:04 Tomáš Urban (Radan Lenc, Tomáš Pacovský) - 21:49 Dominik Pacovský (Tomáš Urban, Richard Jarůšek) - 53:18 Richard Jarůšek Marek Trončinský Jakub Klepiš | 1:0 2:0 3:0 3:1 3:2 3:3 4:3 4:4 5:4 Samostatné nájezdy 0:0 1:0 | 24:30 - Rudolf Červený (Brian Ihnacak, Zdeněk Čáp) 34:40 - Jaroslav Kudrna (Tomáš Mertl, Jiří Šimánek) 38:32 - Jaroslav Bednář (Aleš Pavlas, Stanislav Dietz) 54:48 - Peter Frühauf (Tomáš Mertl, Jiří Šimánek) Jaroslav Bednář Brian Ihnacak Adam Courchaine | Rozhodčí: Pavel Hodek Roman Polák Čároví: Tomáš Brejcha Libor Suchánek |
| 18 min | 18 min | Tresty                                                         | 18 min | Rozhodčí: Pavel Hodek Roman Polák Čároví: Tomáš Brejcha Libor Suchánek |
| 33 | 33 | Střely                                                         | 40 | Rozhodčí: Pavel Hodek Roman Polák Čároví: Tomáš Brejcha Libor Suchánek |

| 22. března 2016 17:20 | Mountfield Hradec Králové | 4 : 2 (1:0, 1:0, 2:2) | BK Mladá Boleslav | Fortuna aréna, Hradec Králové Návštěvnost: 6 208 |  |

| Report | |                         |                                                                                    |                                                                  |
| Ondřej Kacetl | Ondřej Kacetl | Brankáři                | David Rittich                                                                      | Rozhodčí: Robin Šír René Hradil Čároví: Vít Lederer Jiří Gebauer |
| Stanislav Dietz (Tomáš Mertl, Aleš Pavlas) - 18:56 Jaroslav Bednář (Rudolf Červený, Brian Ihnacak) - 36:56 Jaroslav Bednář (Rudolf Červený) - 49:31 Jaroslav Bednář (Rudolf Červený, Brian Ihnacak) - 50:47 | Stanislav Dietz (Tomáš Mertl, Aleš Pavlas) - 18:56 Jaroslav Bednář (Rudolf Červený, Brian Ihnacak) - 36:56 Jaroslav Bednář (Rudolf Červený) - 49:31 Jaroslav Bednář (Rudolf Červený, Brian Ihnacak) - 50:47 | 1:0 2:0 2:1 3:1 4:1 4:2 | 43:58 - Radan Lenc (Pavel Musil, Tomáš Hyka) 52:52 - Jakub Klepiš (Tomáš Klimenta) | Rozhodčí: Robin Šír René Hradil Čároví: Vít Lederer Jiří Gebauer |
| 16 min | 16 min | Tresty                  | 12 min                                                                             | Rozhodčí: Robin Šír René Hradil Čároví: Vít Lederer Jiří Gebauer |
| 33 | 33 | Střely                  | 32                                                                                 | Rozhodčí: Robin Šír René Hradil Čároví: Vít Lederer Jiří Gebauer |

| 24. března 2016 17:30 | BK Mladá Boleslav | 4 : 0 (3:0, 1:0, 0:0) | Mountfield Hradec Králové | ŠKO-ENERGO Aréna, Mladá Boleslav Návštěvnost: 4 200 |  |

| Report | |                   |               |                                                                   |
| David Rittich | David Rittich | Brankáři          | Ondřej Kacetl | Rozhodčí: Pavel Hodek Robin Šír Čároví: Vít Komárek Jiří Ondráček |
| Tomáš Hyka (Tomáš Urba, Marek Trončinský) - 04:35 Pavel Musil - 10:51 Michal Bárta (Matěj Stříteský, Pavel Musil) - 18:13 Tomáš Hyka (Jiří Kučný) - 35:20 | Tomáš Hyka (Tomáš Urba, Marek Trončinský) - 04:35 Pavel Musil - 10:51 Michal Bárta (Matěj Stříteský, Pavel Musil) - 18:13 Tomáš Hyka (Jiří Kučný) - 35:20 | 1:0 2:0 3:0 4:0 : |               | Rozhodčí: Pavel Hodek Robin Šír Čároví: Vít Komárek Jiří Ondráček |
| 18 min | 18 min | Tresty            | 18 min        | Rozhodčí: Pavel Hodek Robin Šír Čároví: Vít Komárek Jiří Ondráček |
| 35 | 35 | Střely            | 30            | Rozhodčí: Pavel Hodek Robin Šír Čároví: Vít Komárek Jiří Ondráček |

Do semifinále play off postoupil tým BK Mladá Boleslav, když zvítězil 4:2 na zápasy.

#### HC Škoda Plzeň(4.) –HC Olomouc(5.)
| 14. března 2016 17:30 | HC Škoda Plzeň | 1 : 0 PP (0:0, 0:0, 0:0 - 1:0) | HC Olomouc | Home Monitoring Aréna, Plzeň Návštěvnost: 8 236 |  |

| Report                                            |                                                   |          |                  |                                                                           |
| Matěj Machovský                                   | Matěj Machovský                                   | Brankáři | Branislav Konrád | Rozhodčí: René Hradil Roman Polák Čároví: Marek Hlavatý Rudolf Tošenovjan |
| Tomáš Svoboda (Ondřej Kratěna, Jakub Lev) - 76:31 | Tomáš Svoboda (Ondřej Kratěna, Jakub Lev) - 76:31 | 1:0      |                  | Rozhodčí: René Hradil Roman Polák Čároví: Marek Hlavatý Rudolf Tošenovjan |
| 6 min                                             | 6 min                                             | Tresty   | 14 min           | Rozhodčí: René Hradil Roman Polák Čároví: Marek Hlavatý Rudolf Tošenovjan |
| 19                                                | 19                                                | Střely   | 37               | Rozhodčí: René Hradil Roman Polák Čároví: Marek Hlavatý Rudolf Tošenovjan |

| 15. března 2016 17:30 | HC Škoda Plzeň | 4 : 2 (1:1, 2:0, 1:1) | HC Olomouc | Home Monitoring Aréna, Plzeň Návštěvnost: 8 236 |  |

| Report | |                         |                                                                                    |                                                                         |
| Matěj Machovský | Matěj Machovský | Brankáři                | Branislav Konrád                                                                   | Rozhodčí: Vladimír Pešina Tomáš Horák Čároví: Vít Komárek Jiří Ondráček |
| Miroslav Preisinger (Erik Hrňa, Tomáš Svoboda) - 13:24 Branislav Kubka (Jaroslav Kracík) - 36:29 Miroslav Indrák (Jakub Lev, Jaroslav Kracík) - 38:41 Tomáš Svoboda (Ondřej Kratěna, Jakub Jeřábek) - 59:46 | Miroslav Preisinger (Erik Hrňa, Tomáš Svoboda) - 13:24 Branislav Kubka (Jaroslav Kracík) - 36:29 Miroslav Indrák (Jakub Lev, Jaroslav Kracík) - 38:41 Tomáš Svoboda (Ondřej Kratěna, Jakub Jeřábek) - 59:46 | 0:1 1:1 2:1 3:1 3:2 4:2 | 04:52 - Roman Rác (Matěj Pekrt, Radim Kucharczyk) 58:44 - Tomáš Houdek (Dávid Buc) | Rozhodčí: Vladimír Pešina Tomáš Horák Čároví: Vít Komárek Jiří Ondráček |
| 12 min | 12 min | Tresty                  | 9 min                                                                              | Rozhodčí: Vladimír Pešina Tomáš Horák Čároví: Vít Komárek Jiří Ondráček |
| 25 | 25 | Střely                  | 35                                                                                 | Rozhodčí: Vladimír Pešina Tomáš Horák Čároví: Vít Komárek Jiří Ondráček |

| 18. března 2016 18:00 | HC Olomouc | 1 : 8 (0:2, 1:2, 0:4) | HC Škoda Plzeň | Zimní stadion Olomouc, Olomouc Návštěvnost: 5 500 |  |

| Report                                             |                                                    |                                     | |                                                                  |
| Branislav Konrád (od 21.min. Tomáš Vošvrda)        | Branislav Konrád (od 21.min. Tomáš Vošvrda)        | Brankáři                            | Matěj Machovský | Rozhodčí: Robin Šír Roman Mrkva Čároví: Jiří Gebauer Vít Lederer |
| Dávid Buc (Martin Vyrůbalík, Tomáš Houdek) - 29:06 | Dávid Buc (Martin Vyrůbalík, Tomáš Houdek) - 29:06 | 0:1 0:2 0:3 0:4 1:4 1:5 1:6 1:7 1:8 | 08:31 - Erik Hrňa 18:50 - Jakub Lev (Ondřej Kratěna) 20:38 - Miroslav Indrák (Jakub Jeřábek) 23:17 - Jakub Lev (Petr Kadlec, Matěj Machovský) 42:47 - Miroslav Indrák (Dominik Kubalík 50:34 - Ondřej Kratěna (Petr Kadlec, Jakub Jeřábek) 56:39 - Ondřej Kratěna (Branislav Kubka, David Sklenička) 59:50 - Nicholas Johnson (Miroslav Preisinger) | Rozhodčí: Robin Šír Roman Mrkva Čároví: Jiří Gebauer Vít Lederer |
| 16 min                                             | 16 min                                             | Tresty                              | 20 min | Rozhodčí: Robin Šír Roman Mrkva Čároví: Jiří Gebauer Vít Lederer |
| 33                                                 | 33                                                 | Střely                              | 25 | Rozhodčí: Robin Šír Roman Mrkva Čároví: Jiří Gebauer Vít Lederer |

| 19. března 2016 15:00 | HC Olomouc | 2 : 1 (1:0, 0:0, 1:1) | HC Škoda Plzeň | Zimní stadion Olomouc, Olomouc Návštěvnost: 5 500 |  |

| Report                                                                               |                                                                                      |             |                                                   |                                                                           |
| Branislav Konrád                                                                     | Branislav Konrád                                                                     | Brankáři    | Matěj Machovský                                   | Rozhodčí: René Hradil Oldřich Hejduk Čároví: Stanislav Barvíř Petr Blümel |
| Miroslav Holec (Dávid Buc) - 14:37 Matěj Pekr (Jan Eberle, Martin Vyrůbalík) - 55:09 | Miroslav Holec (Dávid Buc) - 14:37 Matěj Pekr (Jan Eberle, Martin Vyrůbalík) - 55:09 | 1:0 1:1 2:1 | 54:20 - Jakub Lev (Tomáš Svoboda, Ondřej Kratěna) | Rozhodčí: René Hradil Oldřich Hejduk Čároví: Stanislav Barvíř Petr Blümel |
| 14 min                                                                               | 14 min                                                                               | Tresty      | 12 min                                            | Rozhodčí: René Hradil Oldřich Hejduk Čároví: Stanislav Barvíř Petr Blümel |
| 32                                                                                   | 32                                                                                   | Střely      | 30                                                | Rozhodčí: René Hradil Oldřich Hejduk Čároví: Stanislav Barvíř Petr Blümel |

| 22. března 2016 17:30 | HC Škoda Plzeň | 2 : 1 (0:0, 1:1, 1:0) | HC Olomouc | Home Monitoring Aréna, Plzeň Návštěvnost: 8 236 |  |

| Report                                                                                         |                                                                                                |             |                                         |                                                                              |
| Matěj Machovský                                                                                | Matěj Machovský                                                                                | Brankáři    | Branislav Konrád                        | Rozhodčí: Michal Hrubý Vladimír Pešina Čároví: Miroslav Lhotský Jiří Svoboda |
| Dominik Kubalík (Lukáš Pulpán) – 22:15 Lukáš Pulpán (Jaroslav Kracík, Miroslav Indrák) – 48:28 | Dominik Kubalík (Lukáš Pulpán) – 22:15 Lukáš Pulpán (Jaroslav Kracík, Miroslav Indrák) – 48:28 | 1:0 2:0 2:1 | 59:46 - Martin Vyrůbalík (Tomáš Houdek) | Rozhodčí: Michal Hrubý Vladimír Pešina Čároví: Miroslav Lhotský Jiří Svoboda |
| 8 min                                                                                          | 8 min                                                                                          | Tresty      | 10 min                                  | Rozhodčí: Michal Hrubý Vladimír Pešina Čároví: Miroslav Lhotský Jiří Svoboda |
| 21                                                                                             | 21                                                                                             | Střely      | 33                                      | Rozhodčí: Michal Hrubý Vladimír Pešina Čároví: Miroslav Lhotský Jiří Svoboda |

Do semifinále play off postoupil tým HC Škoda Plzeň, když zvítězil 4:1 na zápasy.

### Semifinále

#### Liberec (1.) – Mladá Boleslav (6.)
| 31. března 2016 18:20 | Bílí Tygři Liberec | 4 : 3 (0:0, 2:1, 2:2) | BK Mladá Boleslav | Home Credit Arena, Liberec Návštěvnost: 7 500 |  |

| Report | |                             | |                                                                            |
| Ján Lašák | Ján Lašák | Brankáři                    | David Rittich | Rozhodčí: Jan Hribik Vladimír Šindler Čároví: Tomáš Brejcha Libor Suchánek |
| Michal Bulíř (Radim Šimek, Branko Radivojevič) - 22:54 Jan Výtisk (Dominik Lakatoš) - 38:39 Michal Birner (Branko Radivojevič) - 51:49 Branko Radivojevič (Michal Birner) - 52:18 | Michal Bulíř (Radim Šimek, Branko Radivojevič) - 22:54 Jan Výtisk (Dominik Lakatoš) - 38:39 Michal Birner (Branko Radivojevič) - 51:49 Branko Radivojevič (Michal Birner) - 52:18 | 0:1 1:1 2:1 3:1 4:1 4:2 4:3 | 21:42 - Richard Jarůšek (Matěj Stříteský, Lukáš Pabiška) 57:53 - Jakub Klepiš (Marek Trončinský, Michal Bárta) 59:51 - Dominik Pacovský (Tomáš Klimenta, Tomáš Urban) | Rozhodčí: Jan Hribik Vladimír Šindler Čároví: Tomáš Brejcha Libor Suchánek |
| 14 min | 14 min | Tresty                      | 14 min | Rozhodčí: Jan Hribik Vladimír Šindler Čároví: Tomáš Brejcha Libor Suchánek |
| 26 | 26 | Střely                      | 25 | Rozhodčí: Jan Hribik Vladimír Šindler Čároví: Tomáš Brejcha Libor Suchánek |

| 1. dubna 2016 17:20 | Bílí Tygři Liberec | 5 : 2 (1:1, 1:1, 3:0) | BK Mladá Boleslav | Home Credit Arena, Liberec Návštěvnost: 7 500 |  |

| Report | |                             |                                                                             |                                                                          |
| Ján Lašák | Ján Lašák | Brankáři                    | David Rittich                                                               | Rozhodčí: Martin Fraňo René Hradil Čároví: Miroslav Lhotský Jiří Svoboda |
| Petr Vampola (Radim Šimek, Martin Bakoš) - 05:49 Radim Šimek (Martin Bakoš, Branko Radivojevič) - 21:37 Branko Radivojevič (Dominik Lakatoš, Radim Šimek) - 50:30 Martin Bakoš (Petr Vampola, Branko Radivojevič) - 51:41 Lukáš Krenželok (Michal Birner, Petr Vampola) - 53:04 | Petr Vampola (Radim Šimek, Martin Bakoš) - 05:49 Radim Šimek (Martin Bakoš, Branko Radivojevič) - 21:37 Branko Radivojevič (Dominik Lakatoš, Radim Šimek) - 50:30 Martin Bakoš (Petr Vampola, Branko Radivojevič) - 51:41 Lukáš Krenželok (Michal Birner, Petr Vampola) - 53:04 | 1:0 1:1 2:1 2:2 3:2 4:2 5:2 | 17:38 - Richard Jarůšek (Radan Lenc) 32:31 - Marek Trončinský (Tomáš Urban) | Rozhodčí: Martin Fraňo René Hradil Čároví: Miroslav Lhotský Jiří Svoboda |
| 12 min | 12 min | Tresty                      | 10 min                                                                      | Rozhodčí: Martin Fraňo René Hradil Čároví: Miroslav Lhotský Jiří Svoboda |
| 39 | 39 | Střely                      | 28                                                                          | Rozhodčí: Martin Fraňo René Hradil Čároví: Miroslav Lhotský Jiří Svoboda |

| 4. dubna 2016 17:20 | BK Mladá Boleslav | 0 : 3 (0:2, 0:1, 0:0) | Bílí Tygři Liberec | ŠKO-ENERGO Aréna, Mladá Boleslav Návštěvnost: 4 200 |  |

| Report        |               |             | |                                                                     |
| David Rittich | David Rittich | Brankáři    | Ján Lašák | Rozhodčí: Jan Hribik Robin Šír Čároví: Stanislav Barvíř Petr Blümel |
|               |               | 0:1 0:2 0:3 | 00:54 - Michal Řepík (Michal Bulíř, Michal Birner) 08:33 - Petr Vampola (Michal Řepík) 30:30 - Tomáš Mojžíš (Branko Radivojevič, Michal Řepík) | Rozhodčí: Jan Hribik Robin Šír Čároví: Stanislav Barvíř Petr Blümel |
| 46 min        | 46 min        | Tresty      | 24 min | Rozhodčí: Jan Hribik Robin Šír Čároví: Stanislav Barvíř Petr Blümel |
| 19            | 19            | Střely      | 25 | Rozhodčí: Jan Hribik Robin Šír Čároví: Stanislav Barvíř Petr Blümel |

| 5. dubna 2016 17:20 | BK Mladá Boleslav | 2 : 5 (1:0, 1:3, 0:2) | Bílí Tygři Liberec | ŠKO-ENERGO Aréna, Mladá Boleslav Návštěvnost: 3 744 |  |

| Report                                                                         |                                                                                |                             | |  |
| David Rittich                                                                  | David Rittich                                                                  | Brankáři                    | Ján Lašák |  |
| Dominik Pacovský – 13:10 Matěj Stříteský (Lukáš Pabiška, Michal Bárta) – 37:10 | Dominik Pacovský – 13:10 Matěj Stříteský (Lukáš Pabiška, Michal Bárta) – 37:10 | 1:0 1:1 1:2 2:2 2:3 2:4 2:5 | 24:13 – Michal Řepík (Dominik Lakatoš, Petr Vampola) 26:16 – Ondřej Vitásek (Michal Plutnar, Branko Radivojevič) 39:15 – Michal Bulíř (Jakub Valský) 56:49 – Martin Bakoš (Jakub Valský) 59:57 – Lukáš Krenželok |  |
| 20                                                                             | 20                                                                             | Střely                      | 31 |  |

Do finále play off postoupil tým Bílí Tygři Liberec, když zvítězil 4:0 na zápasy.

#### Sparta Praha (2.) – Plzeň (4.)
| 29. března 2016 17:50 | HC Sparta Praha | 3 : 7 (0:3, 2:1, 1:3) | HC Škoda Plzeň | O2 arena, Praha Návštěvnost: 8 860 |  |

| Report | |                                         | |                                                                     |
| Tomáš Pöpperle (od 21. min. Danny Taylor) | Tomáš Pöpperle (od 21. min. Danny Taylor) | Brankáři                                | Matěj Machovský | Rozhodčí: Robin Šír Oldřich Hejduk Čároví: Jiří Gebauer Vít Lederer |
| Jaroslav Hlinka (Ondřej Veselý, Adam Polášek) – 22:52 Adam Polášek (Daniel Přibyl, Michal Čajkovský) – 36:31 Andrej Kudrna (Curtis Hamilton) – 56:44 | Jaroslav Hlinka (Ondřej Veselý, Adam Polášek) – 22:52 Adam Polášek (Daniel Přibyl, Michal Čajkovský) – 36:31 Andrej Kudrna (Curtis Hamilton) – 56:44 | 0:1 0:2 0:3 1:3 1:4 2:4 2:5 2:6 3:6 3:7 | 07:16 – Miroslav Indrák (Jaroslav Kracík, Dominik Kubalík) 15:26 – Nicholas Johnson (Ondřej Kratěna, Jakub Lev) 18:57 – Nicholas Johnson (Petr Kadlec) 32:42 – Jakub Lev (Ondřej Kratěna, Petr Kadlec) 47:45 – Erik Hrňa (Petr Kadlec, Jakub Lev) 54:35 – Erik Hrňa (Roman Přikryl, Branislav Kubka) 57:04 – Jaroslav Kracík (Dominik Kubalík, Miroslav Indrák) | Rozhodčí: Robin Šír Oldřich Hejduk Čároví: Jiří Gebauer Vít Lederer |
| 10 min | 10 min | Tresty                                  | 8 min | Rozhodčí: Robin Šír Oldřich Hejduk Čároví: Jiří Gebauer Vít Lederer |
| 34 | 34 | Střely                                  | 30 | Rozhodčí: Robin Šír Oldřich Hejduk Čároví: Jiří Gebauer Vít Lederer |

| 30. března 2016 18:20 | HC Sparta Praha | 4 : 3 (2:0, 2:2, 0:1) | HC Škoda Plzeň | O2 arena, Praha Návštěvnost: 10 645 |  |

| Report | |                             | |                                                                        |
| Tomáš Pöpperle | Tomáš Pöpperle | Brankáři                    | Matěj Machovský Patrik Polívka | Rozhodčí: Pavel Hodek Roman Polák Čároví: Stanislav Barvíř Petr Blümel |
| Daniel Přibyl (Jaroslav Hlinka) – 06:26 Michal Barinka (Ondřej Veselý, Robert Sabolic) – 07:40 Lukáš Pech (Petr Kumstát, Miroslav Forman) – 28:11 Daniel Přibyl (Adam Polášek) – 31:01 | Daniel Přibyl (Jaroslav Hlinka) – 06:26 Michal Barinka (Ondřej Veselý, Robert Sabolic) – 07:40 Lukáš Pech (Petr Kumstát, Miroslav Forman) – 28:11 Daniel Přibyl (Adam Polášek) – 31:01 | 1:0 2:0 3:0 4:0 4:1 4:2 4:3 | 36:23 – Nicholas Johnson (Ondřej Kratěna) 39:18 – Ondřej Kratěna (David Sklenička) 46:15 – Jaroslav Kracík (Jakub Jeřábek, Miroslav Indrák) | Rozhodčí: Pavel Hodek Roman Polák Čároví: Stanislav Barvíř Petr Blümel |
| 16 min | 16 min | Tresty                      | 16 min | Rozhodčí: Pavel Hodek Roman Polák Čároví: Stanislav Barvíř Petr Blümel |
| 30 | 30 | Střely                      | 35 | Rozhodčí: Pavel Hodek Roman Polák Čároví: Stanislav Barvíř Petr Blümel |

| 2. dubna 2016 16:00 | HC Škoda Plzeň | 2 : 4 (1:1, 0:2, 1:1) | HC Sparta Praha | Home Monitoring Aréna, Plzeň Návštěvnost: 8 236 |  |

| Report                                                                                |                                                                                       |                         | |                                                                   |
| Matěj Machovský                                                                       | Matěj Machovský                                                                       | Brankáři                | Tomáš Pöpperle | Rozhodčí: Robin Šír Roman Polák Čároví: Vít Komárek Jiří Ondráček |
| Tomáš Svoboda (Lukáš Pulpán) - 09:35 Tomáš Svoboda (Erik Hrňa, Roman Přikryl) - 45:29 | Tomáš Svoboda (Lukáš Pulpán) - 09:35 Tomáš Svoboda (Erik Hrňa, Roman Přikryl) - 45:29 | 1:0 1:1 1:2 1:3 2:3 2:4 | 13:12 - Andrej Kudrna (Vladimír Eminger) 37:42 - Jan Buchtele (Jaroslav Hlinka, Daniel Přibyl) 38:35 - Miroslav Forman (Jan Švrček, Lukáš Pech) 58:46 - Daniel Přibyl | Rozhodčí: Robin Šír Roman Polák Čároví: Vít Komárek Jiří Ondráček |
| 10 min                                                                                | 10 min                                                                                | Tresty                  | 6 min | Rozhodčí: Robin Šír Roman Polák Čároví: Vít Komárek Jiří Ondráček |
| 35                                                                                    | 35                                                                                    | Střely                  | 30 | Rozhodčí: Robin Šír Roman Polák Čároví: Vít Komárek Jiří Ondráček |

| 3. dubna 2016 16:45 | HC Škoda Plzeň | 2 : 1 (0:0, 0:1, 2:0) | HC Sparta Praha | Home Monitoring Aréna, Plzeň Návštěvnost: 8 236 |  |

| Report                                                                         |                                                                                |             |                                                    |  |
| Matěj Machovský                                                                | Matěj Machovský                                                                | Brankáři    | Tomáš Pöpperle                                     |  |
| Miroslav Indrák (Michal Moravčík) – 40:33 Ondřej Kratěna (Petr Kadlec) – 49:51 | Miroslav Indrák (Michal Moravčík) – 40:33 Ondřej Kratěna (Petr Kadlec) – 49:51 | 0:1 1:1 2:1 | 34:09 – Miroslav Forman (Petr Kumstát, Lukáš Pech) |  |
| 35                                                                             | 35                                                                             | Střely      | 42                                                 |  |

| 6. dubna 2016 18:20 | HC Sparta Praha | 6 : 1 (0:0, 4:1, 2:0) | HC Škoda Plzeň | O2 arena, Praha Návštěvnost: 14 913 |  |

| Report | |                             |                                                             |  |
| Tomáš Pöpperle | Tomáš Pöpperle | Brankáři                    | Matěj Machovský                                             |  |
| Lukáš Pech (Robert Sabolic, Petr Kumstát) – 28:07 Jaroslav Hlinka (Adam Polášek) – 30:18 Jaroslav Hlinka (Miroslav Forman, Jan Buchtele) – 32:40 Michal Barinka (Lukáš Pech, Miroslav Forman) – 39:22 Andrej Kudrna (Lukáš Klimek) – 45:53 Michal Barinka (Lukáš Klimek, Curtis Hamilton) – 46:32 | Lukáš Pech (Robert Sabolic, Petr Kumstát) – 28:07 Jaroslav Hlinka (Adam Polášek) – 30:18 Jaroslav Hlinka (Miroslav Forman, Jan Buchtele) – 32:40 Michal Barinka (Lukáš Pech, Miroslav Forman) – 39:22 Andrej Kudrna (Lukáš Klimek) – 45:53 Michal Barinka (Lukáš Klimek, Curtis Hamilton) – 46:32 | 0:1 1:1 2:1 3:1 4:1 5:1 6:1 | 21:52 – Michal Špaček (Ondřej Kratěna, Miroslav Preisinger) |  |
| 45 | 45 | Střely                      | 31                                                          |  |

| 8. dubna 2016 17:20 | HC Škoda Plzeň | 2 : 3 PP (1:1, 0:1, 1:0 - 0:1) | HC Sparta Praha | Home Monitoring Aréna, Plzeň Návštěvnost: 8 236 |  |

| Report                                                                                       |                                                                                              |                     | |  |
| Matěj Machovský                                                                              | Matěj Machovský                                                                              | Brankáři            | Tomáš Pöpperle |  |
| Mário Bližňák (Ondřej Kratěna) – 00:37 Lukáš Pulpán (Jakub Jeřábek, Jaroslav Kracík) – 59:04 | Mário Bližňák (Ondřej Kratěna) – 00:37 Lukáš Pulpán (Jakub Jeřábek, Jaroslav Kracík) – 59:04 | 1:0 1:1 1:2 2:2 2:3 | 06:58 – Adam Polášek (Jaroslav Hlinka, Miroslav Forman) 32:54 – Michal Barinka (Juraj Mikuš) 72:34 – Lukáš Pech (Petr Kumstát) |  |
| 31                                                                                           | 31                                                                                           | Střely              | 41 |  |

Do finále play off postoupil tým HC Sparta Praha, když zvítězil 4:2 na zápasy.

### Finále

#### Liberec (1.) – Sparta Praha (2.)
| 14. dubna 2016 17:20 | Bílí Tygři Liberec | 1 : 3 (1:0, 0:2, 0:1) | HC Sparta Praha | Home Credit Arena, Liberec Návštěvnost: 7 500 |  |

| Report Video                                 |                                              |                 | |                                                                          |
| Ján Lašák                                    | Ján Lašák                                    | Brankáři        | Tomáš Pöpperle                                                                                       | Rozhodčí: Martin Fraňo Pavel Hodek Čároví: Miroslav Lhotský Jiří Svoboda |
| M. Řepík (M. Ševc, P. Vampola) (PH1) – 12:14 | M. Řepík (M. Ševc, P. Vampola) (PH1) – 12:14 | 1:0 1:1 1:2 1:3 | 30:06 – M. Forman (J. Hlinka, M. Hrbas) 36:53 – J. Hlinka 48:39 – J. Buchtele (J. Hlinka, M. Forman) | Rozhodčí: Martin Fraňo Pavel Hodek Čároví: Miroslav Lhotský Jiří Svoboda |
| 45 min                                       | 45 min                                       | Tresty          | 18 min                                                                                               | Rozhodčí: Martin Fraňo Pavel Hodek Čároví: Miroslav Lhotský Jiří Svoboda |
| 33                                           | 33                                           | Střely          | 25                                                                                                   | Rozhodčí: Martin Fraňo Pavel Hodek Čároví: Miroslav Lhotský Jiří Svoboda |

| 15. dubna 2016 17:20 | Bílí Tygři Liberec | 4 : 2 (1:2, 2:0, 1:0) | HC Sparta Praha | Home Credit Arena, Liberec Návštěvnost: 7 500 |  |

| Report Video | |                         |                                                                           |                                                                       |
| Ján Lašák | Ján Lašák | Brankáři                | Tomáš Pöpperle                                                            | Rozhodčí: Vladimír Šindler Robin Šír Čároví: Jiří Gebauer Vít Lederer |
| J. Valský (O. Vitásek) – 07:44 M. Řepík (T. Mojžíš) – 31:25 B. Radivojevič (M. Řepík, M. Birner) (PH1) – 39:10 P. Vampola – 59:00 | J. Valský (O. Vitásek) – 07:44 M. Řepík (T. Mojžíš) – 31:25 B. Radivojevič (M. Řepík, M. Birner) (PH1) – 39:10 P. Vampola – 59:00 | 1:0 1:1 1:2 2:2 3:2 4:2 | 09:10 – C. Hamilton (M. Hrbas) 10:11 – M. Forman (V. Eminger, A. Polášek) | Rozhodčí: Vladimír Šindler Robin Šír Čároví: Jiří Gebauer Vít Lederer |
| 14 min | 14 min | Tresty                  | 35 min                                                                    | Rozhodčí: Vladimír Šindler Robin Šír Čároví: Jiří Gebauer Vít Lederer |
| 41 | 41 | Střely                  | 23                                                                        | Rozhodčí: Vladimír Šindler Robin Šír Čároví: Jiří Gebauer Vít Lederer |

| 18. dubna 2016 18:20 | HC Sparta Praha | 4 : 1 (0:0, 4:0, 0:1) | Bílí Tygři Liberec | O2 arena, Praha Návštěvnost: 16 758 |  |

| Report Video | |                     |                               |                                                                        |
| Tomáš Pöpperle | Tomáš Pöpperle | Brankáři            | Ján Lašák                     | Rozhodčí: Pavel Hodek Roman Polák Čároví: Stanislav Barvíř Petr Blümel |
| J. Buchtele (A. Polášek, J. Hlaváč) (PH1) – 29:02 J. Hlinka (J. Buchtele, A. Polášek) (PH2) – 37:21 J. Mikuš (M. Čajkovský, P. Kumstát) (PH1) – 37:43 J. Hlaváč (L. Pech) – 39:02 | J. Buchtele (A. Polášek, J. Hlaváč) (PH1) – 29:02 J. Hlinka (J. Buchtele, A. Polášek) (PH2) – 37:21 J. Mikuš (M. Čajkovský, P. Kumstát) (PH1) – 37:43 J. Hlaváč (L. Pech) – 39:02 | 1:0 2:0 3:0 4:0 4:1 | 41:23 – R. Šimek (D. Lakatoš) | Rozhodčí: Pavel Hodek Roman Polák Čároví: Stanislav Barvíř Petr Blümel |
| 12 min | 12 min | Tresty              | 52 min                        | Rozhodčí: Pavel Hodek Roman Polák Čároví: Stanislav Barvíř Petr Blümel |
| 31 | 31 | Střely              | 23                            | Rozhodčí: Pavel Hodek Roman Polák Čároví: Stanislav Barvíř Petr Blümel |

| 19. dubna 2016 18:20 | HC Sparta Praha | 1 : 4 (0:0, 0:3, 1:1) | Bílí Tygři Liberec | O2 arena, Praha Návštěvnost: 16 962 |  |

| Report Video                               |                                            |                     | |                                                                     |
| Tomáš Pöpperle                             | Tomáš Pöpperle                             | Brankáři            | Marek Schwarz | Rozhodčí: Oldřich Hejduk Robin Šír Čároví: Jiří Gebauer Vít Lederer |
| J. Švrček (J. Hlinka, J. Buchtele) – 56:51 | J. Švrček (J. Hlinka, J. Buchtele) – 56:51 | 0:1 0:2 0:3 1:3 1:4 | 21:40 – M. Řepík 22:51 – J. Vlach (R. Šimek, D. Špaček) 37:30 – M. Bulíř (B. Radivojevič, R. Šimek) 58:22 – R. Šimek (J. Valský) (PB) | Rozhodčí: Oldřich Hejduk Robin Šír Čároví: Jiří Gebauer Vít Lederer |
| 10 min                                     | 10 min                                     | Tresty              | 8 min | Rozhodčí: Oldřich Hejduk Robin Šír Čároví: Jiří Gebauer Vít Lederer |
| 20                                         | 20                                         | Střely              | 34 | Rozhodčí: Oldřich Hejduk Robin Šír Čároví: Jiří Gebauer Vít Lederer |

| 22. dubna 2016 17:20 | Bílí Tygři Liberec | 4 : 3 (1:2, 1:0, 2:1) | HC Sparta Praha | Home Credit Arena, Liberec Návštěvnost: 7 500 |  |

| Report Video | |                             | |                                                                        |
| Marek Schwarz (od 21. min Ján Lašák) | Marek Schwarz (od 21. min Ján Lašák) | Brankáři                    | Tomáš Pöpperle | Rozhodčí: René Hradil Roman Polák Čároví: Stanislav Barvíř Petr Blümel |
| M. Řepík (M. Birner) – 17:17 B. Radivojevič (T. Mojžíš, M. Bulíř) – 34:54 J. Vlach (T. Mojžíš) (VO1) – 42:36 M. Řepík (B. Radivojevič) – 55:57 | M. Řepík (M. Birner) – 17:17 B. Radivojevič (T. Mojžíš, M. Bulíř) – 34:54 J. Vlach (T. Mojžíš) (VO1) – 42:36 M. Řepík (B. Radivojevič) – 55:57 | 0:1 1:1 1:2 2:2 3:2 3:3 4:3 | 16:33 – L. Pech (R. Sabolič, A. Polášek) 19:30 – R. Sabolič (L. Pech, P. Kumstát) (PH1) 43:23 – M. Forman (J. Piskáček, J. Hlaváč) (PH1) | Rozhodčí: René Hradil Roman Polák Čároví: Stanislav Barvíř Petr Blümel |
| 8 min | 8 min | Tresty                      | 12 min | Rozhodčí: René Hradil Roman Polák Čároví: Stanislav Barvíř Petr Blümel |
| 33 | 33 | Střely                      | 23 | Rozhodčí: René Hradil Roman Polák Čároví: Stanislav Barvíř Petr Blümel |

| 24. dubna 2016 17:20 | HC Sparta Praha | 1 : 2 PP2 (1:0, 0:1, 0:0 - 0:0, 0:1) | Bílí Tygři Liberec | O2 arena, Praha Návštěvnost: 17 014 |  |

| Report Video                                |                                             |             |                                                                     |                                                                            |
| Tomáš Pöpperle                              | Tomáš Pöpperle                              | Brankáři    | Ján Lašák                                                           | Rozhodčí: Martin Fraňo Oldřich Hejduk Čároví: Stanislav Barvíř Petr Blümel |
| J. Mikuš (M. Forman, L. Pech) (PH1) – 16:34 | J. Mikuš (M. Forman, L. Pech) (PH1) – 16:34 | 1:0 1:1 1:2 | 28:37 – P. Vampola (L. Krenželok) (PH1) 85:09 – M. Bakoš (R. Šimek) | Rozhodčí: Martin Fraňo Oldřich Hejduk Čároví: Stanislav Barvíř Petr Blümel |
| 10 min                                      | 10 min                                      | Tresty      | 12 min                                                              | Rozhodčí: Martin Fraňo Oldřich Hejduk Čároví: Stanislav Barvíř Petr Blümel |
| 20                                          | 20                                          | Střely      | 45                                                                  | Rozhodčí: Martin Fraňo Oldřich Hejduk Čároví: Stanislav Barvíř Petr Blümel |

Bílí Tygři Liberec zvítězili v sérii 4:2 na zápasy a poprvé v historii získali Pohár T. G. Masaryka.

## Nejproduktivnější hráči play off
Toto je konečné pořadí hráčů podle dosažených bodů. Za jeden vstřelený gól nebo přihrávku na gól hráč získal jeden bod.
| Poř. | Hráč               | Tým                | Z  | G  | A  | B  | TM | +/- |
| ---- | ------------------ | ------------------ | -- | -- | -- | -- | -- | --- |
| 1.   | Jaroslav Hlinka    | HC Sparta Praha    | 17 | 10 | 7  | 17 | 14 | -2  |
| 2.   | Branko Radivojevič | Bílí Tygři Liberec | 14 | 5  | 12 | 17 | 6  | 9   |
| 3.   | Lukáš Pech         | HC Sparta Praha    | 17 | 6  | 10 | 16 | 14 | 3   |
| 4.   | Michal Řepík       | Bílí Tygři Liberec | 14 | 10 | 4  | 14 | 16 | 7   |
| 5.   | Miroslav Forman    | HC Sparta Praha    | 17 | 6  | 7  | 13 | 24 | 3   |
| 6.   | Ondřej Kratěna     | HC Plzeň 1929      | 11 | 4  | 9  | 13 | 2  | 3   |
| 7.   | Petr Vampola       | Bílí Tygři Liberec | 12 | 5  | 7  | 12 | 75 | 6   |
| 8.   | Adam Polášek       | HC Sparta Praha    | 17 | 3  | 9  | 12 | 10 | 1   |
| 9.   | Daniel Přibyl      | HC Sparta Praha    | 9  | 5  | 6  | 11 | 2  | 0   |
| 10.  | Michal Birner      | Bílí Tygři Liberec | 13 | 2  | 9  | 11 | 18 | 5   |

## Oumístění
Fázi o umístění se někdy také říká play-out.
| Datum utkání         | Domácí                  | Hosté                   | Výsledek | Třetiny                      | Report |
| -------------------- | ----------------------- | ----------------------- | -------- | ---------------------------- | ------ |
| 1. kolo (8. března)  | HC Vítkovice Steel      | HC Energie Karlovy Vary | 3:0      | (0:0, 1:0, 2:0)              |        |
| 1. kolo (8. března)  | HC Dynamo Pardubice     | HC Verva Litvínov       | 4:3 SN   | (1:0, 1:2, 1:1, – 0:0 – 1:0) |        |
| 2. kolo (11. března) | HC Verva Litvínov       | HC Vítkovice Steel      | 2:1 PP   | (1:1, 0:0, 0:0 – 1:0)        |        |
| 2. kolo (11. března) | HC Energie Karlovy Vary | HC Dynamo Pardubice     | 2:3      | (0:3, 1:0, 1:0)              |        |
| 3. kolo (13. března) | HC Vítkovice Steel      | HC Dynamo Pardubice     | 1:2 SN   | (1:0, 0:1, 0:0 – 0:0 – 0:1)  |        |
| 3. kolo (13. března) | HC Energie Karlovy Vary | HC Verva Litvínov       | 2:3      | (2:2, 0:0, 0:1)              |        |
| 4. kolo (18. března) | HC Verva Litvínov       | HC Energie Karlovy Vary | 2:1 PP   | (0:1, 1:0, 0:0 – 1:0)        |        |
| 4. kolo (18. března) | HC Dynamo Pardubice     | HC Vítkovice Steel      | 2:0      | (1:0, 0:0, 1:0)              |        |
| 5. kolo (20. března) | HC Energie Karlovy Vary | HC Vítkovice Steel      | 2:5      | (2:1, 0:2, 0:2)              |        |
| 5. kolo (20. března) | HC Verva Litvínov       | HC Dynamo Pardubice     | 6:1      | (2:0, 2:1, 2:0)              |        |
| 6. kolo (25. března) | HC Vítkovice Steel      | HC Verva Litvínov       | 2:4      | (0:0, 2:2, 0:2)              |        |
| 6. kolo (25. března) | HC Dynamo Pardubice     | HC Energie Karlovy Vary | 4:2      | (2:2, 2:0, 0:0)              |        |

### Tabulka
| Vysvětlivka     |
| --------------- |
| Účastník baráže |

| Poř. | Tým                     | Z  | V  | VP | PP | P  | VG  | OG  | B  |
| ---- | ----------------------- | -- | -- | -- | -- | -- | --- | --- | -- |
| 11.  | HC Vítkovice Steel      | 58 | 19 | 6  | 5  | 28 | 155 | 161 | 74 |
| 12.  | HC Dynamo Pardubice     | 58 | 19 | 4  | 5  | 30 | 129 | 170 | 70 |
| 13.  | HC Verva Litvínov       | 58 | 13 | 12 | 6  | 27 | 130 | 149 | 69 |
| 14.  | HC Energie Karlovy Vary | 58 | 13 | 3  | 3  | 39 | 122 | 200 | 48 |

## Baráž o extraligu

### Tabulka
| Vysvětlivka                                 |
| ------------------------------------------- |
| Účastník České hokejové extraligy 2016/2017 |
| Účastník 1. ligy 2016/2017                  |

| Poř. | Tým                     | Z  | V | VP | PP | P | VG | OG | B  |
| ---- | ----------------------- | -- | - | -- | -- | - | -- | -- | -- |
| 1.   | HC Verva Litvínov       | 12 | 7 | 1  | 2  | 2 | 42 | 27 | 25 |
| 2.   | HC Energie Karlovy Vary | 12 | 6 | 1  | 0  | 5 | 42 | 34 | 20 |
| 3.   | HC Slavia Praha         | 12 | 3 | 3  | 2  | 4 | 34 | 36 | 17 |
| 4.   | HC Dukla Jihlava        | 12 | 2 | 1  | 2  | 7 | 25 | 46 | 10 |

- Týmy Litvínova a Karlových Varů se udržely v extralize i pro další ročník.

### Výsledky
| Datum utkání         | Domácí                  | Hosté                   | Výsledek | Třetiny                     | Report             |
| -------------------- | ----------------------- | ----------------------- | -------- | --------------------------- | ------------------ |
| 1. kolo (29. března) | HC Verva Litvínov       | HC Slavia Praha         | 4:2      | (0:0, 2:1, 2:1)             |                    |
| 1. kolo (29. března) | HC Energie Karlovy Vary | HC Dukla Jihlava        | 6:3      | (3:1, 0:1, 3:1)             |                    |
| 2. kolo (1. dubna)   | HC Slavia Praha         | HC Energie Karlovy Vary | 4:2      | (1:1, 1:0, 2:1)             |                    |
| 2. kolo (1. dubna)   | HC Dukla Jihlava        | HC Verva Litvínov       | 2:1 (SN) | (1:0, 0:1, 0:0 – 0:0 – 1:0) |                    |
| 3. kolo (3. dubna)   | HC Verva Litvínov       | HC Energie Karlovy Vary | 5:3      | (1:1, 2:2, 2:0)             |                    |
| 3. kolo (3. dubna)   | HC Slavia Praha         | HC Dukla Jihlava        | 5:0      | (1:0, 2:0, 2:0)             |                    |
| 4. kolo (5. dubna)   | HC Energie Karlovy Vary | HC Verva Litvínov       | 3:2      | (1:0, 2:0, 0:2)             |                    |
| 4. kolo (5. dubna)   | HC Dukla Jihlava        | HC Slavia Praha         | 4:5 (SN) | (1:1, 2:2, 1:1 – 0:0 – 0:1) |                    |
| 5. kolo (8. dubna)   | HC Slavia Praha         | HC Verva Litvínov       | 3:4 PP   | (0:0, 3:0, 0:3 – 0:1)       |                    |
| 5. kolo (8. dubna)   | HC Dukla Jihlava        | HC Energie Karlovy Vary | 2:1      | (1:1, 1:0, 0:0)             |                    |
| 6. kolo (10. dubna)  | HC Energie Karlovy Vary | HC Slavia Praha         | 2:1 (SN) | (0:1, 1:0, 0:0 – 0:0 – 1:0) |                    |
| 6. kolo (10. dubna)  | HC Verva Litvínov       | HC Dukla Jihlava        | 4:1      | (1:1, 0:0, 3:0)             |                    |
| 7. kolo (12. dubna)  | HC Verva Litvínov       | HC Slavia Praha         | 5:1      | (4:1, 1:0, 0:0)             |                    |
| 7. kolo (12. dubna)  | HC Energie Karlovy Vary | HC Dukla Jihlava        | 4:2      | (0:0, 3:2, 1:0)             |                    |
| 8. kolo (15. dubna)  | HC Slavia Praha         | HC Energie Karlovy Vary | 1:3      | (1:0, 0:0, 0:3)             |                    |
| 8. kolo (15. dubna)  | HC Dukla Jihlava        | HC Verva Litvínov       | 1:2      | (0:0, 1:2, 0:0)             |                    |
| 9. kolo (17. dubna)  | HC Verva Litvínov       | HC Energie Karlovy Vary | 3:2      | (0:2, 2:0, 1:0)             |                    |
| 9. kolo (17. dubna)  | HC Slavia Praha         | HC Dukla Jihlava        | 3:2 (SN) | (1:0, 1:0, 0:2 – 0:0 – 1:0) |                    |
| 10. kolo (19. dubna) | HC Energie Karlovy Vary | HC Verva Litvínov       | 5:3      | (3:1, 2:2, 0:0)             |                    |
| 10. kolo (19. dubna) | HC Dukla Jihlava        | HC Slavia Praha         | 4:1      | (2:0, 0:1, 2:0)             |                    |
| 11. kolo (22. dubna) | HC Slavia Praha         | HC Verva Litvínov       | 2:1 PP   | (1:0, 0:1, 0:0 – 1:0)       |                    |
| 11. kolo (22. dubna) | HC Dukla Jihlava        | HC Energie Karlovy Vary | 2:6      | (1:2, 0:3, 1:1)             |                    |
| 12. kolo (24. dubna) | HC Energie Karlovy Vary | HC Slavia Praha         | 5:6      | (4:0, 1:4, 0:2)             |                    |
| 12. kolo (24. dubna) | HC Verva Litvínov       | HC Dukla Jihlava        | 8:2      | (4:1, 2:0, 2:1)             | [nedostupný zdroj] |

### Vývoj tabulky
| Klub         | 1. | 2. | 3. | 4. | 5. | 6. | 7. | 8. | 9. | 10. | 11. | 12. |
| ------------ | -- | -- | -- | -- | -- | -- | -- | -- | -- | --- | --- | --- |
| Litvínov     | 2  | 1  | 1  | 2  | 2  | 1  | 1  | 1  | 1  | 1   | 1   | 1   |
| Karlovy Vary | 1  | 2  | 3  | 3  | 3  | 3  | 2  | 2  | 2  | 2   | 2   | 2   |
| Slavia Praha | 3  | 3  | 2  | 1  | 1  | 2  | 3  | 3  | 3  | 3   | 3   | 3   |
| Jihlava      | 4  | 4  | 4  | 4  | 4  | 4  | 4  | 4  | 4  | 4   | 4   | 4   |

## Konečná tabulka
| Pořadí           | Tým                       |
| ---------------- | ------------------------- |
| Zlatá medaile    | Bílí Tygři Liberec        |
| Stříbrná medaile | HC Sparta Praha           |
| Bronzová medaile | HC Škoda Plzeň            |
| 4.               | BK Mladá Boleslav         |
| 5.               | Mountfield Hradec Králové |
| 6.               | HC Olomouc                |
| 7.               | PSG Zlín                  |
| 8.               | Piráti Chomutov           |
| 9.               | HC Kometa Brno            |
| 10.              | HC Oceláři Třinec         |
| 11.              | HC Vítkovice Steel        |
| 12.              | HC Dynamo Pardubice       |
| 13.              | HC Verva Litvínov         |
| 14.              | HC Energie Karlovy Vary   |

| Umístění         | Mužstvo            | Hráči |
| ---------------- | ------------------ | --- |
| Zlatá medaile    | Bílí Tygři Liberec | Brankáři: Ján Lašák • Marek Schwarz Obránci: Jan Výtisk • Lukáš Derner • Petr Ulrych • Jiří Říha • Michal Plutnar • Ondřej Vitásek • Radim Šimek • Martin Ševc • David Kajínek • Tomáš Mojžíš Útočníci: Petr Vampola • Adam Dlouhý • Michal Birner • Daniel Špaček • Vít Jonák • Petr Jelínek • Lukáš Krenželok • Dominik Lakatoš • Jaroslav Vlach • Dominik Hrníčko • Michal Řepík • Jakub Valský • Martin Bakoš • Michal Bulíř • Jan Stránský • Branko Radivojevič Trenéři: Filip Pešán • Vladimír Čermák |
| Stříbrná medaile | HC Sparta Praha    | Brankáři: Tomáš Pöpperle • Jan Lukáš • Lukáš Langer • Danny Taylor Obránci: Marek Hrbas • Vladimír Eminger • Adam Polášek • Petr Kalina • Juraj Mikuš • Michal Barinka • Ryan Glenn • Jan Švrček • Michal Čajkovský • Jan Piskáček Útočníci: Lukáš Cingeľ • Jiří Černoch • Jaroslav Hlinka • Andrej Kudrna • Dominik Volek • Lukáš Pech • Michal Dragoun • Petr Kumstát • Jan Buchtele • David Dvořáček • Robert Sabolic • Lukáš Klimek • Tomáš Netík • Daniel Přibyl • Miroslav Forman • Martin Procházka • Curtis Hamilton • Jan Hlaváč • Ostap Safin Trenéři: Josef Jandač • Zdeněk Moták                                                    |
| Bronzová medaile | HC Škoda Plzeň     | Brankáři: Matěj Machovský • Patrik Polívka Obránci: Lukáš Pulpán • Patrik Marcel • Jakub Jeřábek • Petr Kadlec • Branislav Kubka • David Sklenička • Tomáš Andrlík • Michal Moravčík • Jan Holý • Jan Walter • Kristián Kudroč • Michal Špaček Útočníci: Tomáš Svoboda • Roman Přikryl • Michal Poletín • Jan Schleiss • Dominik Kubalík • Ondřej Kratěna • Tomáš Pitule • Jakub Lev • Václav Krliš • Filip Suchý • Ryan Hollweg • Mário Bližňák • Miroslav Preisinger • Richard Kristl • Nicholas Johnson • Jaroslav Kracík • David Michel • Jiří Kepka • Miroslav Indrák • Erik Hrňa Trenéři: Michal Straka, Ladislav Čihák a Jaroslav Špaček |

## Rozhodčí

### Hlavní
- Všichni

- 2 Robert Čech
- 3 Martin Fraňo
- 4  Oldřich Hejduk
- 5  Pavel Hodek
- 7  Tomáš Horák
- 8  René Hradil
- 9  Jan Hribik
- 10 Petr Lacina
- 12 Roman Mrkva
- 14 Alexander Pavlovič
- 15 Vladimír Pešina
- 16 Roman Polák
- 18 Štěpán Souček
- 19 Roman Svoboda
- 20 Vladimír Šindler
- 21 Robin Šír
- 23 Petr Úlehla
- 55 Michal Hrubý

### Čároví
- Všichni

- 25 Stanislav Barvíř – 27 Petr Blümel
- 26 Jaromír Bláha – 51 Josef Špůr
- 28 Tomáš Brejcha – 49 Libor Suchánek
- 29 Jaromír Bryška – 48 Přemysl Skopal
- 30 Jiří Flegl – 47 David Polonyi
- 32 Jiří Gebauer – 42 Vít Lederer
- 56 Štefan Belko – 35 Daniel Hynek
- 34 Marek Hlavatý – 52 Rudolf Tošenovjan
- 38 Milan Jindra – 54 Michal Zíka
- 39 Lukáš Kajínek – 53 Kamil Zavřel
- 40 Milan Kis – 44 Ladislav Lučan
- 43 Miroslav Lhotský – 50 Jiří Svoboda
- 41 Vít Komárek – 45 Jiří Ondráček
- 46 Tomáš Pešek – 37 David Jelínek
- 31 Jakub Frodl – 57 Karel Lukš

### Hlavní
- Tobias Wehrli
- Jozef Kubuš
- Marc Wiegand
- Milan Novák
- Róbert Müllner
- Gordon Schukies
- Vladimír Baluška
- Mikko Kaukokari
- Linus Öhlund

### Čároví
Do sezóny 2015/16 nenastoupil žádný mezinárodní čárový rozhodčí.